# Église Saint-Malo de Dinan
Pour les articles homonymes, voir Église Saint-Malo.
L'église Saint-Malo est une église catholique du XVe siècle située à Dinan, en France. Elle est représentative du gothique flamboyant en Bretagne.

## Localisation
L'église est située dans le département français des Côtes-d'Armor, dans la commune de Dinan.

## Historique
La première église Saint-Malo se situait hors les murs à l'emplacement de l'actuelle chapelle Saint-Joachim (boulevard Flaud, Dinan), cette première église dépendait du prieuré Saint-Malo fondé en 1066 par Olivier, vicomte de Dinan. L'évêque d'Aleth céda le prieuré à l'abbé de Marmoutier en 1108.
Durant la deuxième moitié du XVe siècle, plusieurs partis se disputent la couronne ducale, ce conflit est à l'origine de la guerre de Bretagne qui durera de 1465 à 1491. En 1488, l'armée française menace la Bretagne, le duc François II craignant la prise de Dinan ordonne la destruction de la première église Saint-Malo, afin d'éviter que l'armée française de Charles VIII ne l'utilise comme point d'appui pour attaquer la ville. Il donne son accord pour financer une nouvelle église à condition qu'elle soit reconstruite intra-muros. Fin juillet 1488, après la défaite bretonne de la bataille de Saint Aubin du Cormier, l'armée française commandée par Louis de la Trémoille entame le siège de Dinan, la ville capitule rapidement et en aout 1488 Jean II de Rohan, premier baron de Bretagne mais allié de la France, prend le contrôle de la ville. Il en restera le capitaine de 1488 à 1516. 
Jean II de Rohan reprend à son compte le projet de reconstruction et décide avec la communauté de la ville de Dinan, comme convenu, de bâtir l'église Saint-Malo à l'intérieur des remparts. Désireux de récupérer la couronne ducale, il veut que cette église soit représentative de son pouvoir. Il finance les achats de terrain, puis les travaux. En tant que fondateur de l'église, il disposera d'une sépulture dans la chapelle centrale du chœur et ses armes seront sculptées sur pierre et présentes dans les vitraux. 
Un plan à chevet polygonal à trois chapelles rayonnantes (architecture de style Beaumanoir) est choisi, choix se démarquant de la mode des chevets plats préférés dans les grandes églises construites à cette époque en Bretagne. Le choix de cette architecture pourrait avoir été imposé par Jean II de Rohan, des églises ayant le même type d'architecture sont en effet réparties dans ses possessions dans d'autres régions de Bretagne. 

Ainsi que l'atteste l'inscription sculptée sur le pilier sud-est du transept, la pose de la première pierre a lieu en mai 1490 ,. Une partie des matériaux est récupérée sur le site de l'ancienne église Saint-Malo (actuelle chapelle Saint-Joachim) dont il ne subsistera qu'une partie de la nef, le complément est fourni par du granit de Querignan provenant d'une carrière de Languedias puis de Mégrit,. Le maître-d’œuvre de la construction est Guillaume Juhel, les travaux avancent rapidement et en 1491 la partie basse du chœur peut déjà être couverte de chaume. 

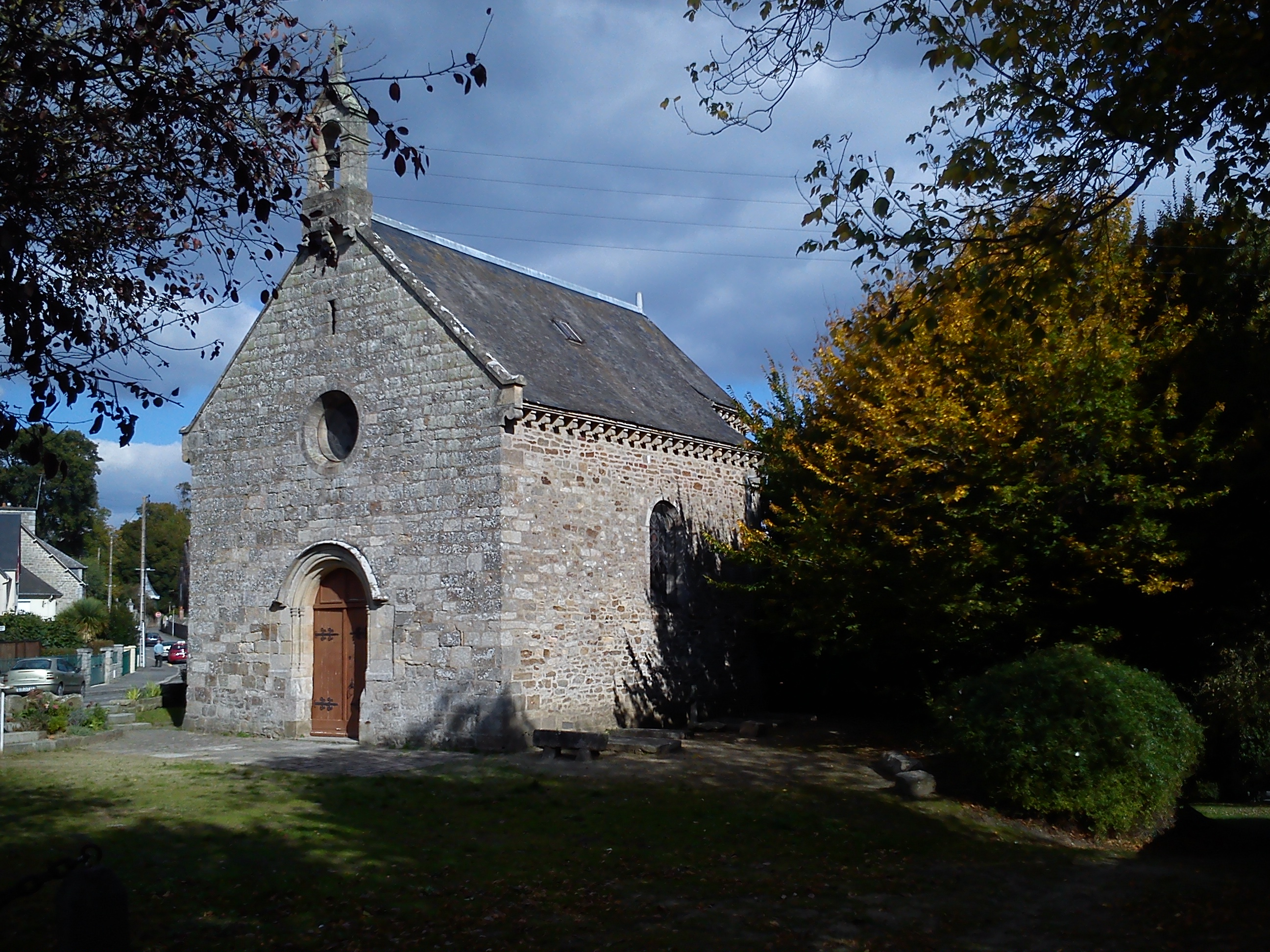
Chapelle Saint Joachim à l'emplacement de l'ancienne église Saint-Malo.
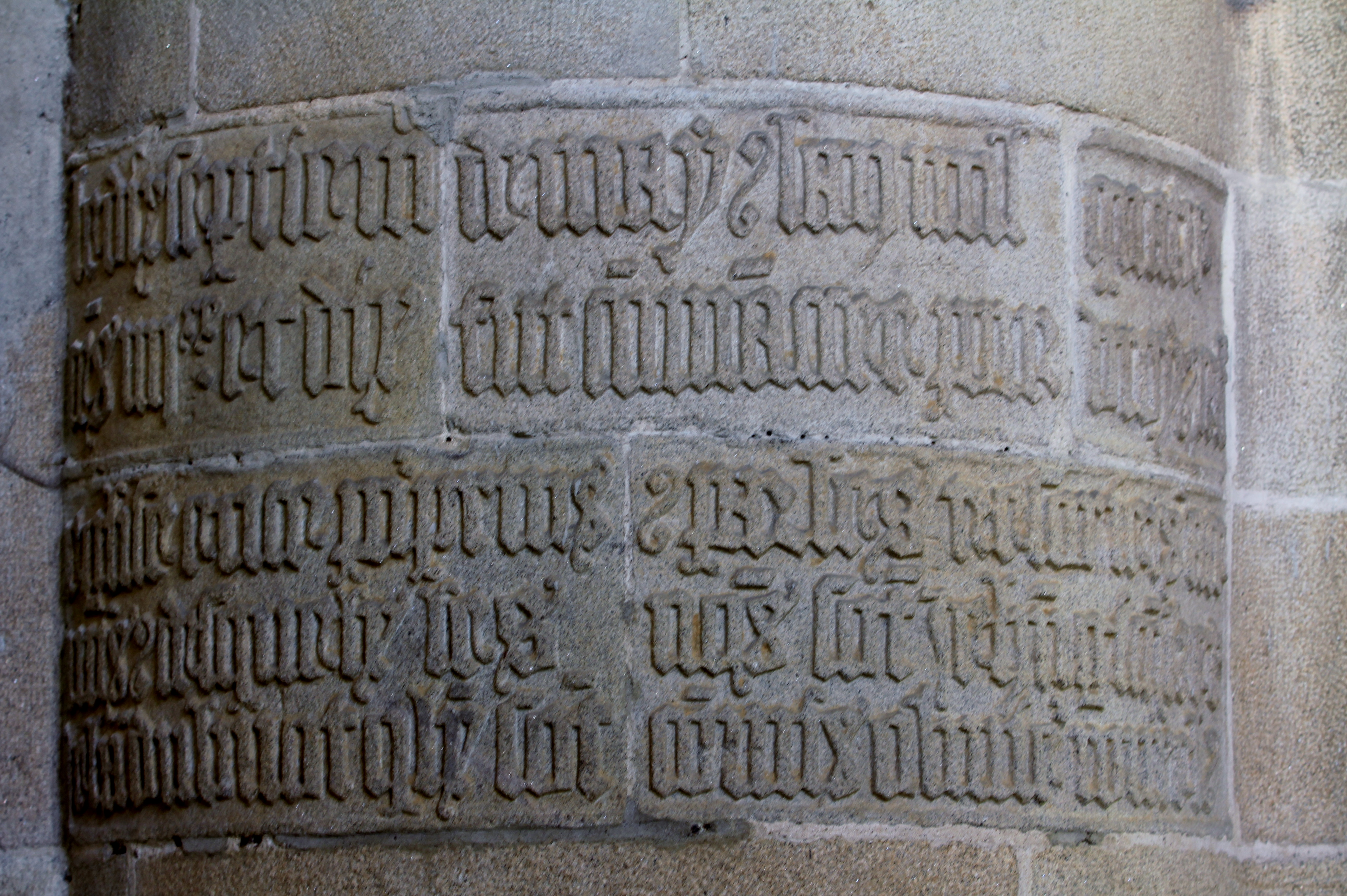
Inscription sur le pilier sud-est du transept attestant de la fondation de l'église en 1490.
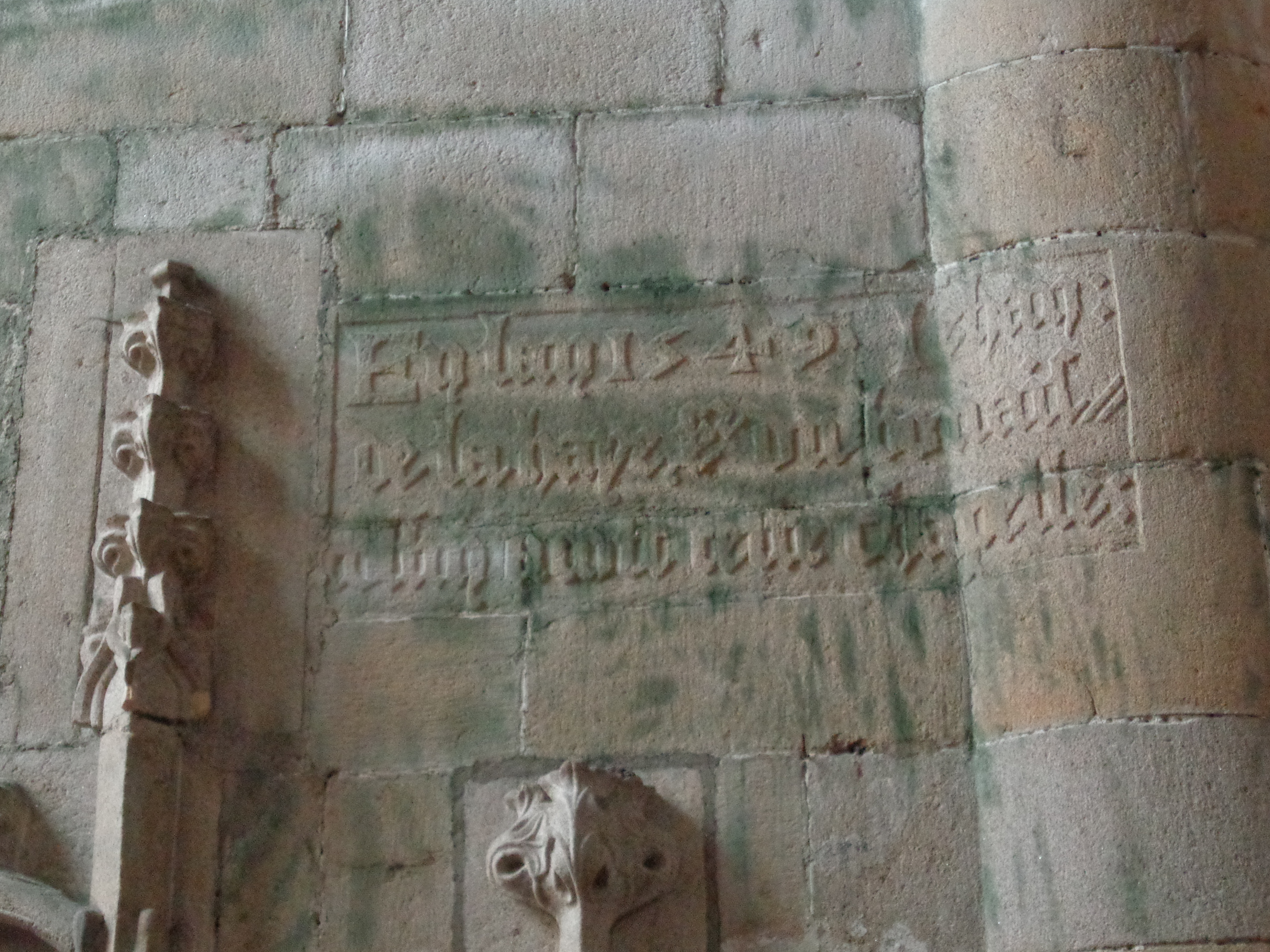
Construction d'une chapelle nord en 1549.
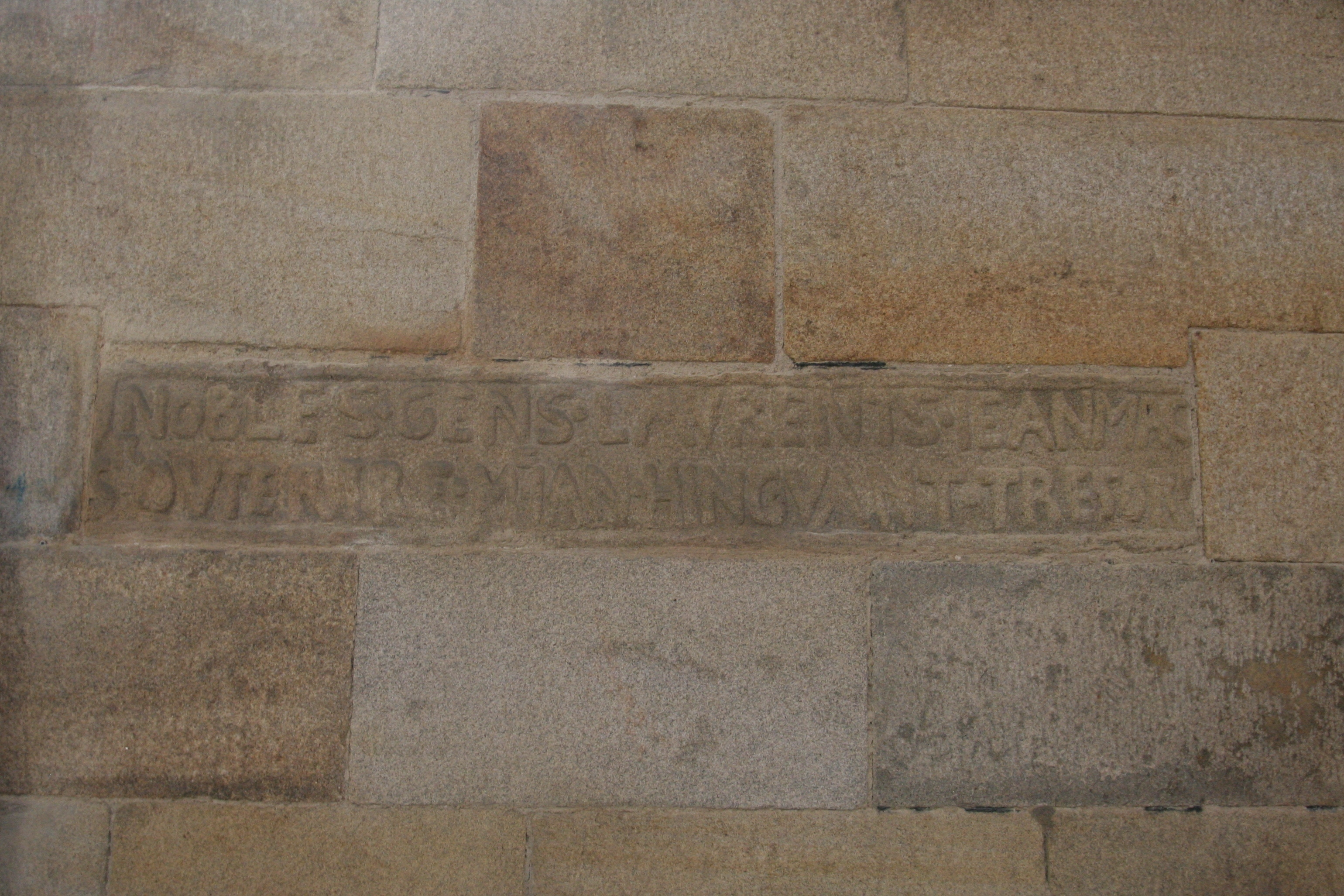
Inscription sur le mur sud de la nef en référence aux travaux de consolidation des arcades en 1727.

En 1505, à la demande de la fabrique, Jehan Lemaître, maître Maçon, successeur de Guillaume Juhel, se rend à Coutances, afin d'examiner l'église Saint-Pierre de Coutances récemment terminée, il s'inspirera de cette visite pour terminer la partie haute du chœur de l'église. 
En 1508, le financement de l'église est repris par la duchesse Anne puis par le roi Louis XII. Ces dons ajoutés à ceux des fidèles de la paroisse Saint-Malo permettent de terminer le chœur (sanctuaire couvert d'une voûte en bois, déambulatoire et chapelles), les murs du transept et le vaisseau central de la nef. Le clocher (sans sa flèche) est construit en 1517.
Les chapelles nord n'auraient été construites qu'au milieu du XVIe, une inscription sculptée dans la dernière chapelle du déambulatoire nord indique : « En l'an 1549. Jehan : de la Haye Sr du Bouais // a cott cette chapelle ».
Le manque d'argent, les guerres de Religion et l'occupation de Dinan par les Ligueurs suspendent les travaux. Les grandes arcades de la nef sont bouchées (les bas-côtés de la nef ne sont pas encore bâtis) mais les fondations de la nef complète sont néanmoins établies. La nef, le porche d'entrée et la flèche du clocher restent à terminer.
En 1597, un magasin de poudre situé tour Saint-Julien explose, l'église est endommagée et demande à être réparée. 
Les familles nobles investissent les chapelles du chœur en y installant des enfeus et en y inscrivant leurs armoiries. À la fin du XVIe siècle, les héritiers de Jean II de Rohan sont devenus protestants, Henri II de Rohan cède alors son droit d'enfeu dans la chapelle axiale de l'église au sénéchal Raoul Marot des Alleux, il s'y fait bâtir un mausolée en marbre blanc en forme de sarcophage durant la première moitié du XVIIe.
Le porche triomphal côté Grand' Rue (entrée sud du transept) est érigé entre 1613 et 1630, le granit provient une nouvelle fois d'une carrière de Languedias (granit de Querignan).
En 1727, un architecte de Saint-Malo, M. Datour intervient pour consolider la nef dont l'une des colonnes n'était plus d'aplomb, le montant des travaux s'élève à 500 livres, la nef est abaissée de 3,60 m et trois arcs-boutants sont construits,, ils étaient encore visibles sur le plan cadastral de 1843 (section B1) disponible aux archives départementales des Côtes d'Armor. L'inscription présente sur le mur sud de la nef, originellement positionnée sur le mur de remplissage des arcades, date de cette époque.
En 1775, un grand vitrail est détruit par une tempête. L'église semble cependant dans un état acceptable, au moins pour le chœur puisqu'elle abritait le mausolée de Marot des Alleux ainsi que quinze pièces de tapisserie (histoire de Constantin et histoire de Joseph). L'état des verrières, en cette deuxième moitié du XVIIIe n'est pas connu.
Durant la Révolution, l'église n'est plus affectée au culte, elle sert de halle aux blés, d'écurie, de salle de spectacle et de caserne. La plupart des marques nobiliaires présentes dans l'église sont martelées conformément aux consignes de la Convention, le mausolée du sénéchal Marot des Alleux est détruit en 1795 (cinq fragments en sont connus : deux ont été remployés comme devants d'autels — chapelle dans l'église Saint-Malo et chapelle Saint Joachim — , deux sont stockés au musée et le dernier est utilisé en parement dans une chapelle de la basilique Saint Sauveur, ). Durant toute la période révolutionnaire, l'église se dégrade, la toiture de la nef déverse les eaux de pluie dans la nef, les deux chapelles qui avaient été construites aux deux angles du transept et de la nef menacent de tomber en ruine, le lierre a envahi les pinacles et les gargouilles, les fenêtres ont été obturées aux endroits où les vitraux étaient cassés. Saint-Sauveur de Dinan qui accueillait les assemblées du peuple durant la période révolutionnaire est en bien meilleur état. Les paroissiens de Saint-Malo de Dinan se plaignent de cette différence de traitement entre les deux églises dans une lettre au conseil général et au préfet datée du 22 floral an XI.
L'église est rendue au culte en 1803 mais elle demande à être réparée, les travaux de réhabilitation sont estimés à 10 000 francs. Cette somme que la municipalité ne peut financer l'incite à proposer la fermeture de l'église.
L'église n'est toutefois pas fermée et durant la première moitié du XIXe diverses solutions sont proposées, elles vont de la reconstruction des deux chapelles de la nef à la construction d'une nef complète, les devis varient de 50 000 F à 200 000 F.
Finalement, la solution la plus onéreuse est choisie grâce à l'aide de l'État, de la municipalité et des dons des paroissiens, rassemblés par la fabrique. La construction de la nef se déroule de 1855 à 1865, elle s'appuie sur des fondations datant du XVe siècle en respectant le plan originel (les colonnes de la nef dateraient du XVIe siècle). Les architectes néo-gothiques Alphonse Guépin et Charles Aubry reprennent le chantier et terminent la nef et le portail occidental. La flèche du clocher ne sera jamais construite.
Simultanément, de 1856 à 1873, la municipalité profite de la reconstruction du presbytère pour acheter puis démolir les maisons qui masquaient le chœur et gênaient la mise en valeur de l'architecture de l'église.
L'édifice est classé au titre des monuments historiques en 1907.

## Architecture
L'édifice, de dimension 76,50 m x 44,10 m, est caractéristique du gothique flamboyant ou tardif en Bretagne et en particulier du style Beaumanoir. 

### Intérieur

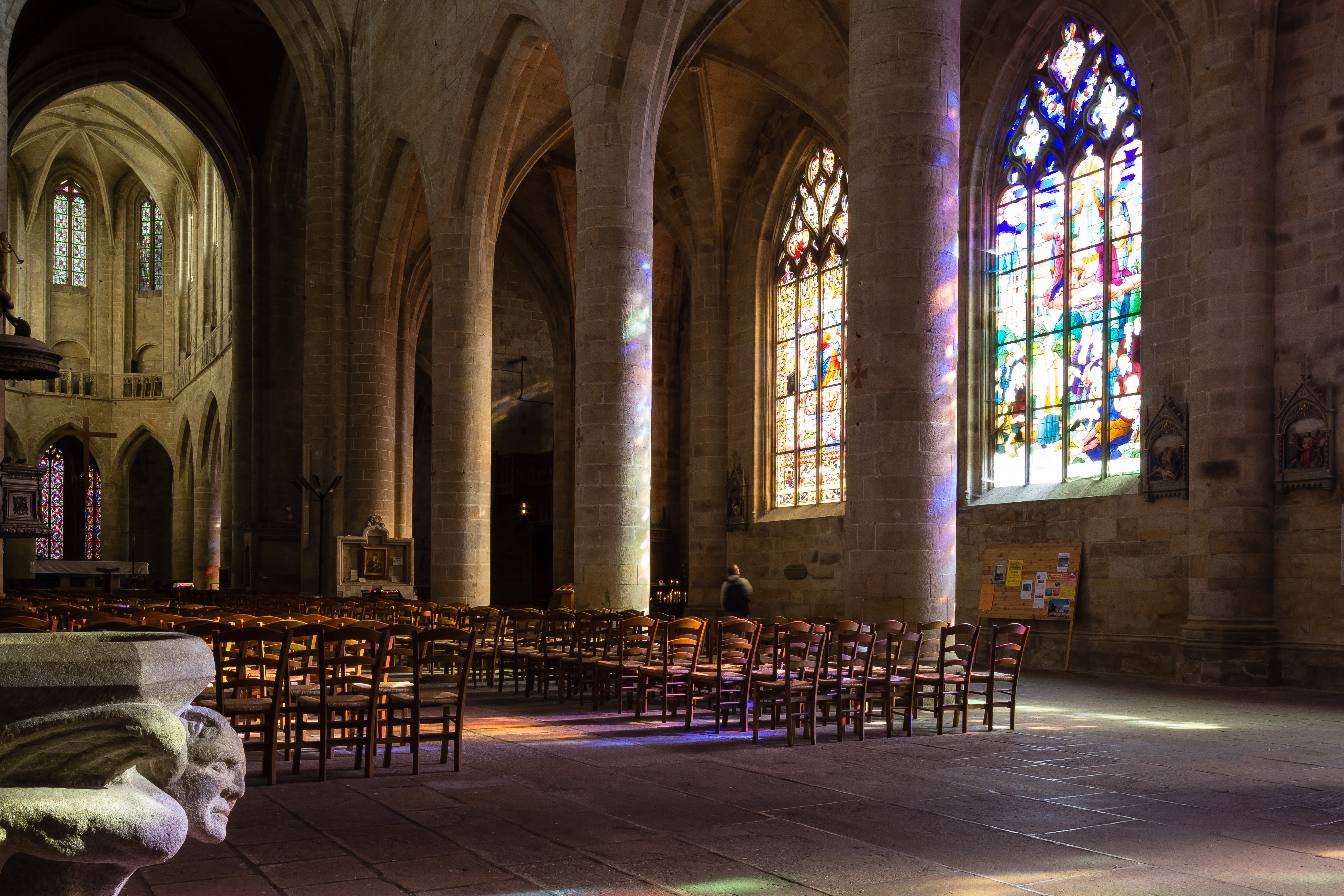
Le bas-côté sud de la nef.
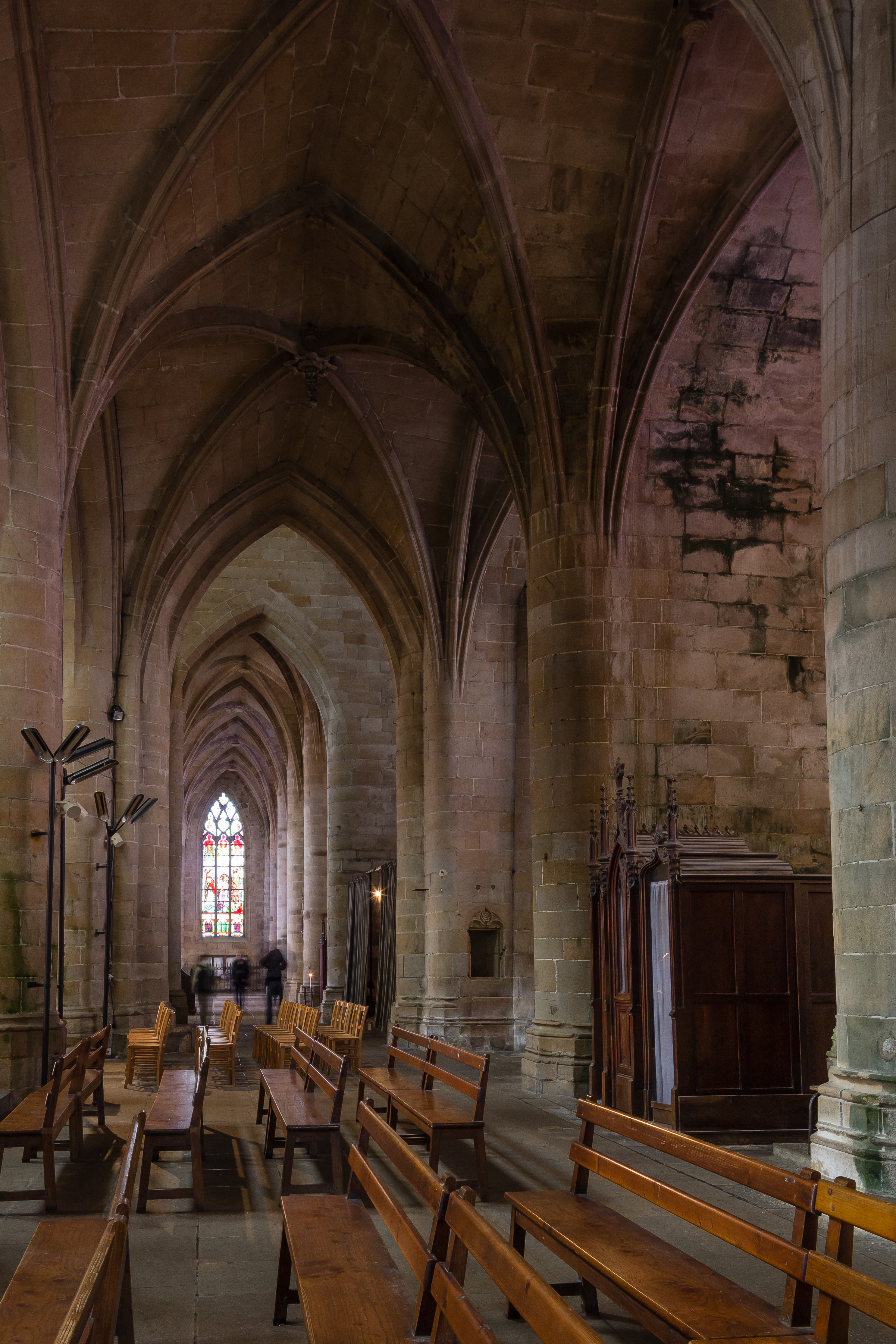
Le bas-côté nord.
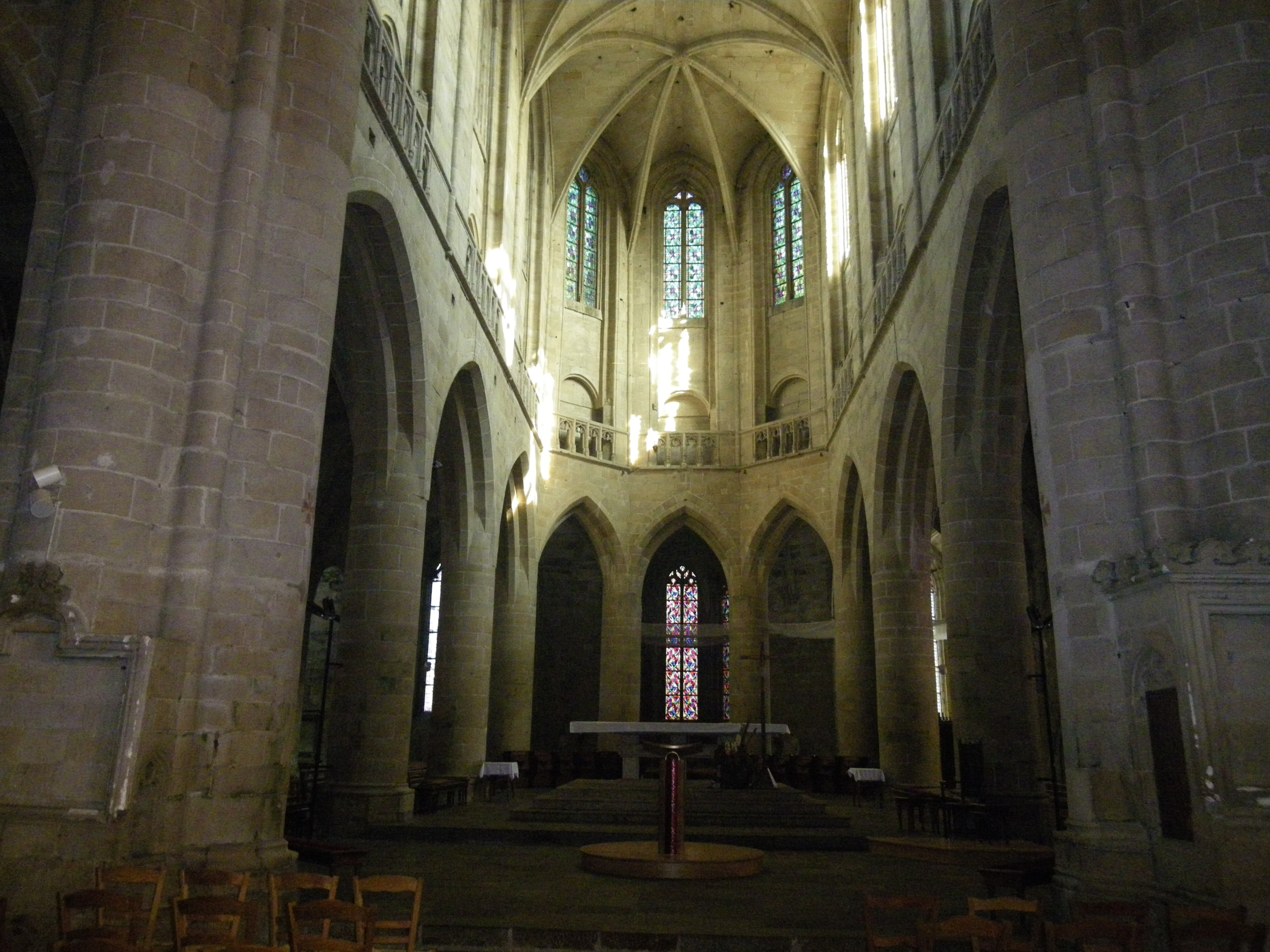
Le chœur.
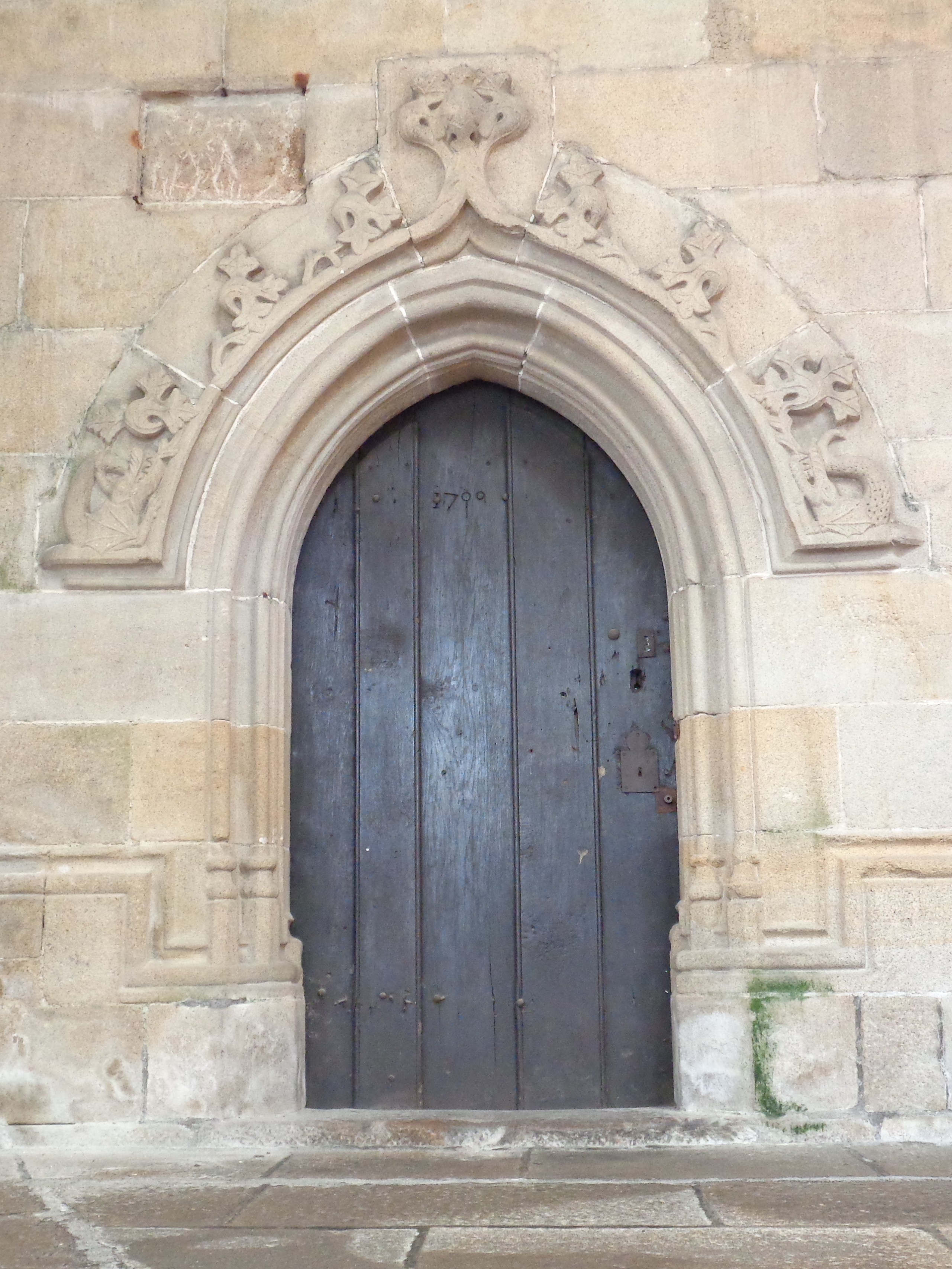
Porte de la salle de la fabrique.

Toute la partie est (chœur et transept) ainsi que le vaisseau central de la nef datent des XVe et XVIe siècles (gothique flamboyant), le porche triomphal côté Grand' Rue, du XVIIe (Renaissance) et les bas-côtés de la nef, du XIXe (intérieur et extérieur néo-gothiques mais respectant le style flamboyant original). 

Le chœur (25 × 20 m) est soutenu par huit piliers, la voûte de granit y culmine à 21 mètres. Son architecture est imposante, témoin de la richesse de Dinan à cette époque : déambulatoire flanqué de neuf chapelles dont trois rayonnantes. Deux chapelles s'ouvrent sur le déambulatoire sud, elles sont suivies par une petite maison forte qui contient la sacristie, pièce voutée surmontée de la salle de la Fabrique. On y accède par la deuxième porte et un escalier en spirale. Cet escalier permet également d'atteindre le triforium. Ces deux portes en arcs brisés sont ornées d'animaux sculptés (chien, lion et 2 dragons) et de choux frisés. La salle de la fabrique est éclairée par une grande verrière gothique et dispose d'une ouverture donnant sur le chœur. Cette petite ouverture pourrait laisser supposer que Jean II de Rohan se servait de cette salle comme oratoire. Trois chapelles occupent l'abside et quatre le déambulatoire nord, la dernière contient la porte donnant sur l'escalier menant au clocher. Chaque chapelle dispose de crédence (le célébrant s'y lavait les mains ainsi que le calice) , de sacraire (niche contenant les objets du culte) et parfois de retable de pierre (pièce d’architecture contre laquelle est appuyé l’autel et dont le fond, placé au-dessus de l’autel, contient un tableau, un bas-relief, une statue, etc.),. Certaines chapelles possèdent des enfeus en arcade indiquant leur affectation à de riches familles de Dinan. 

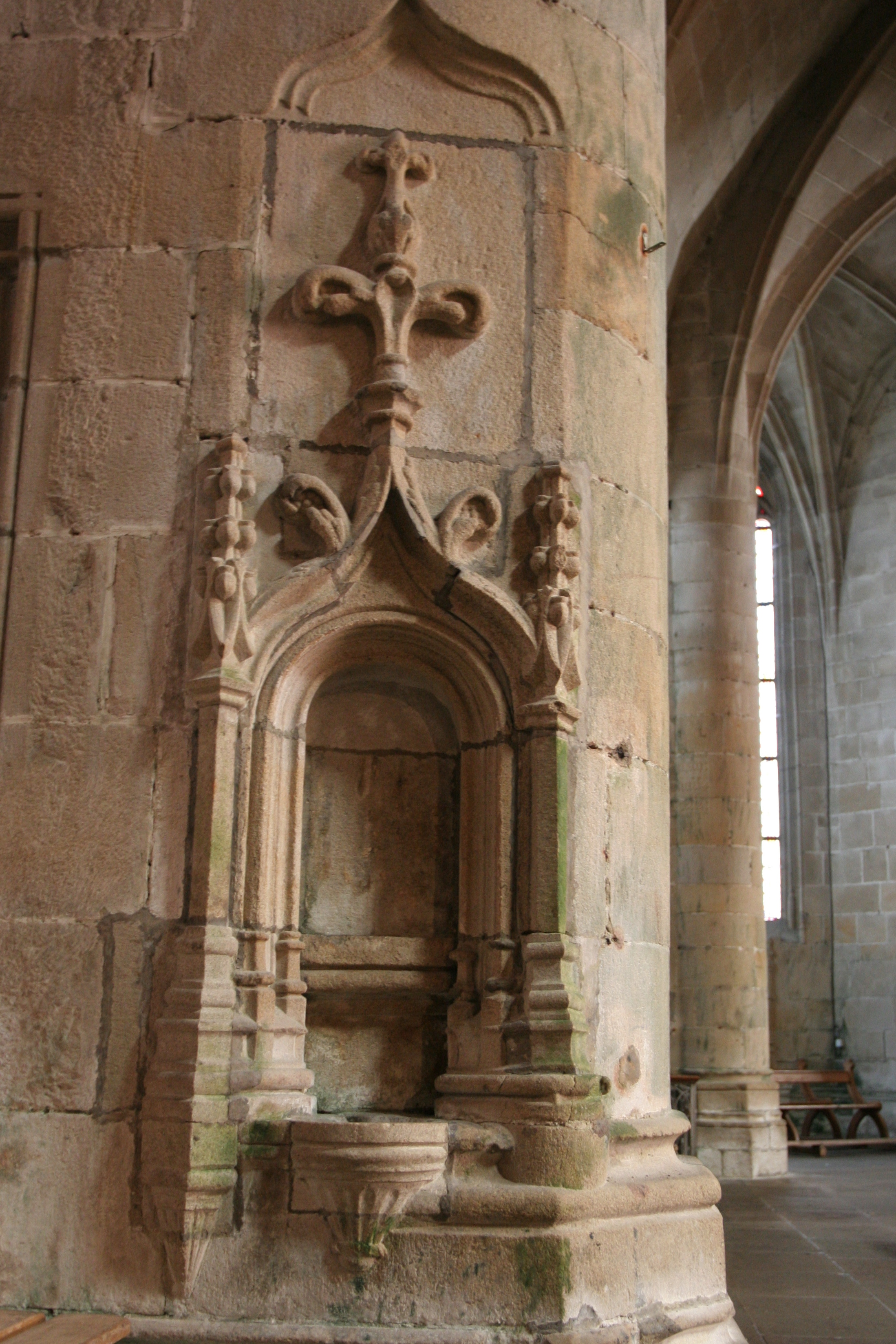
Crédence.
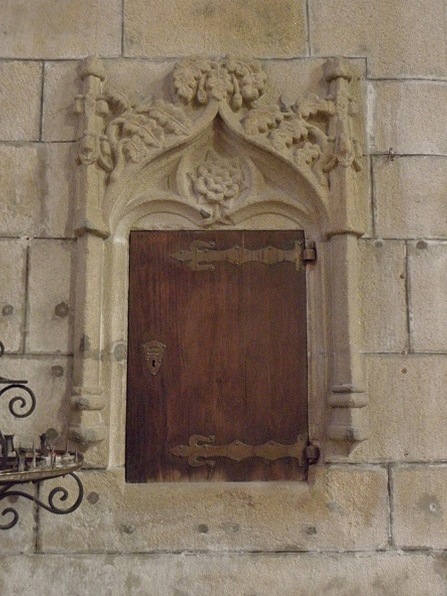
Sacraire.
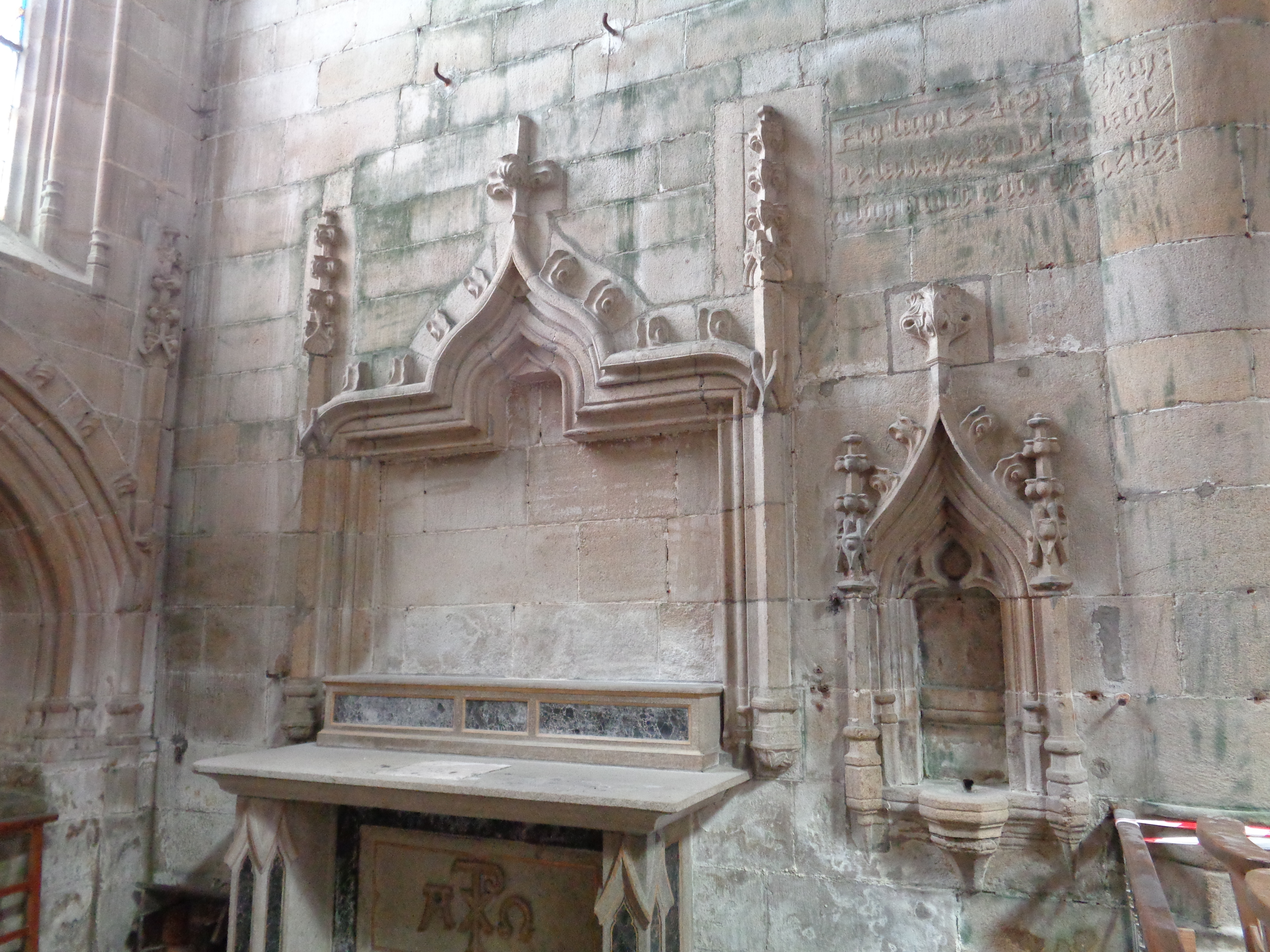
Retable de pierre et crédence.

  

Les grandes arcades du chœur sont séparées des fenêtres hautes par un triforium équipé de garde-corps ajourés, ils sont découpés selon un rythme similaire à celui des fenêtres hautes privilégiant ainsi la verticalité des façades. Chaque garde corps est composé de six éléments décorés d'arcs en accolades et de trèfles évoquant plutôt le gothique rayonnant. En arrière, deux arcades jumelées les surplombent. L'architecture des parties hautes du chœur aurait pu être inspirée par celle de Saint-Pierre de Coutances. 

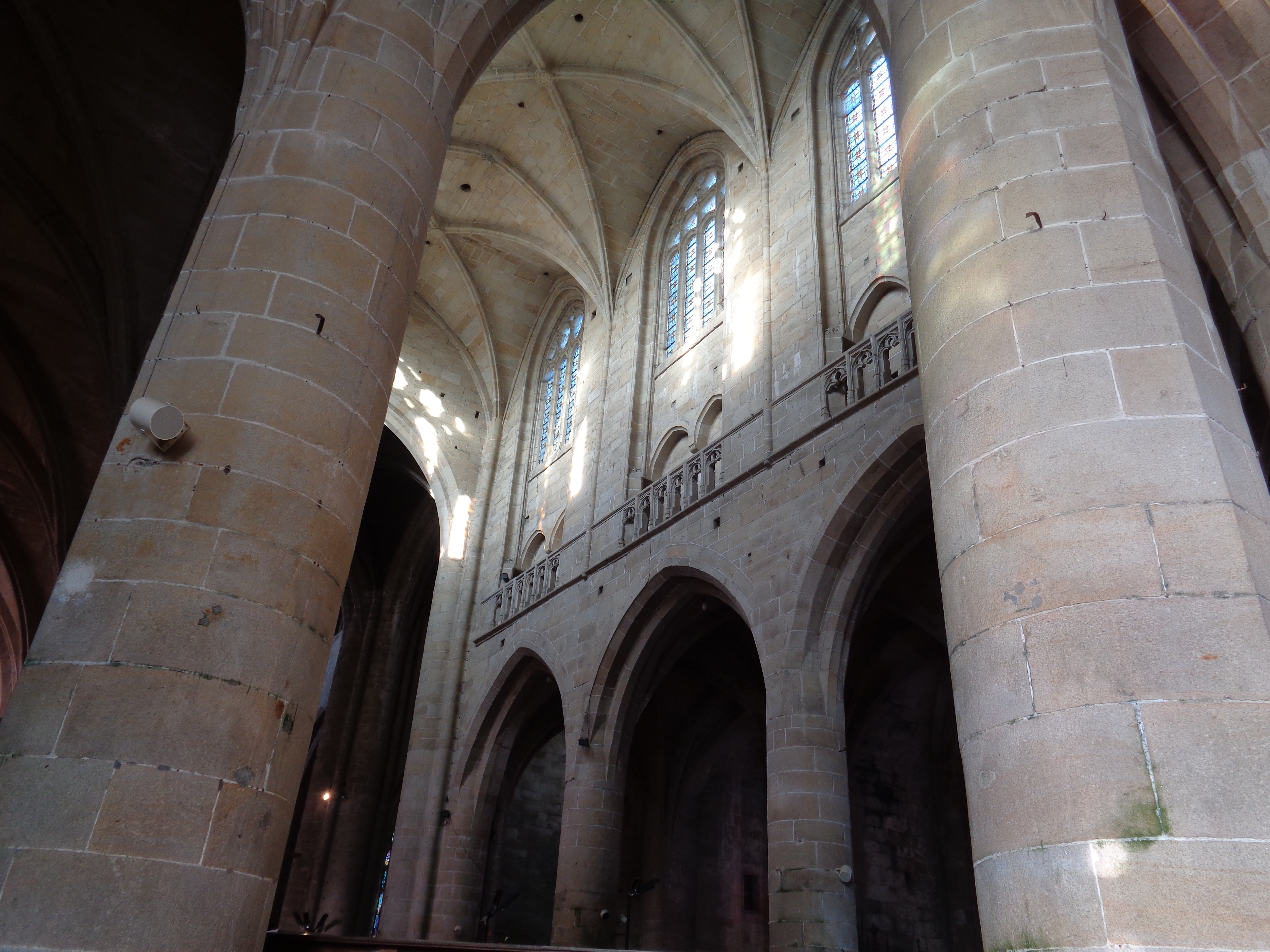
Élévation du chœur.
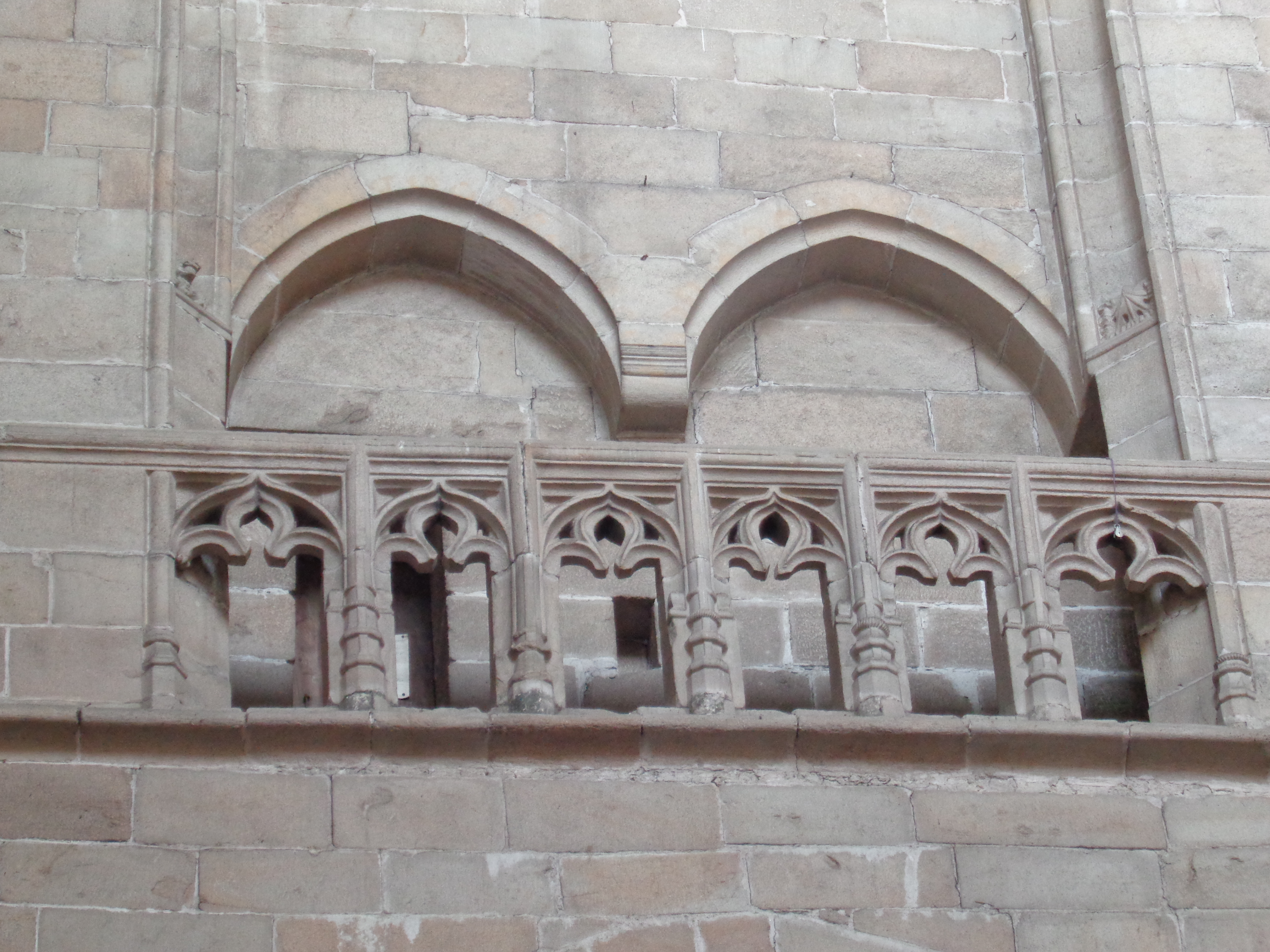
Triforium à garde-corps ajourés.

Le jeu de nervures du déambulatoire (fin XVe, début XVIe) comporte 19 clés de voute ornées de symboles religieux dignes d'intérêt bien que difficiles à observer. Certaines d'entre elles révèlent encore de belles traces de polychromie. Les clés de voûte du déambulatoire sud présentent les instruments de la Passion.
La clé située devant la chapelle axiale de l'abside représente les sept péchés capitaux, cette représentation pourrait avoir un rapport avec le conflit entre Jean II de Rohan, fondateur de l'église et le duc de Bretagne. Si l'on observe bien la scène, on peut remarquer que le diable ayant la main sur la bouche du personnage supplicié possède une couronne ducale, ce pourrait être le duc de Bretagne empêchant Jean II de Rohan de s'exprimer. 

Dans les chapelles, les clés de voutes supportées par des personnages étaient ornées des blasons des familles nobles, elles furent martelées à la Révolution. À la fin du XVe, les clés de voute pendantes s'ajoutent aux clés de voûte sculptées, elles sont beaucoup plus complexes et nécessitent l'emploi de boulons pour en supporter le poids, le déambulatoire nord comporte une clé de ce type. 

Clés de voutes du déambulatoire
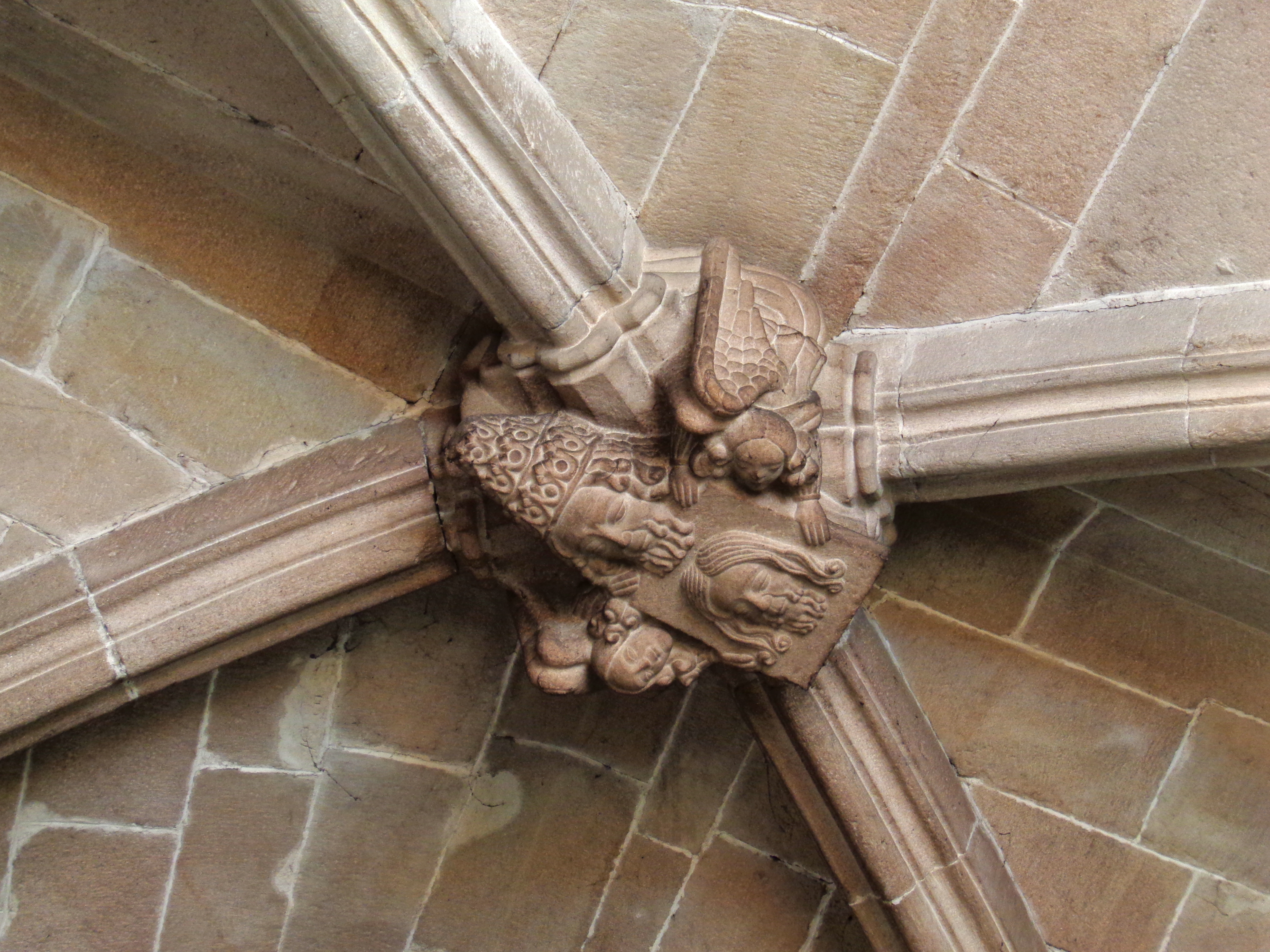
Le Saint suaire présenté par Dieu et porté par des anges.
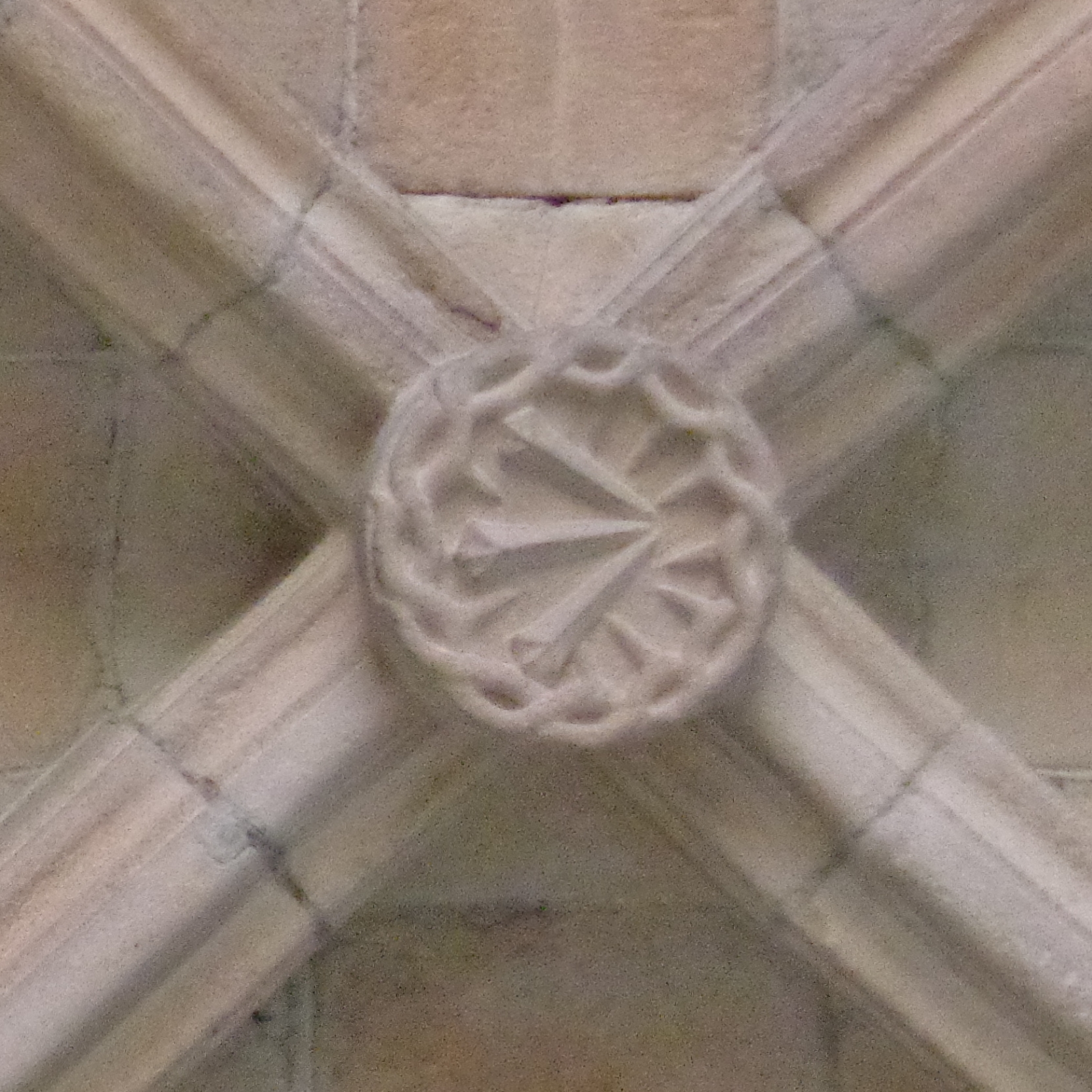
Les clous de la crucifixion et la couronne d'épines.
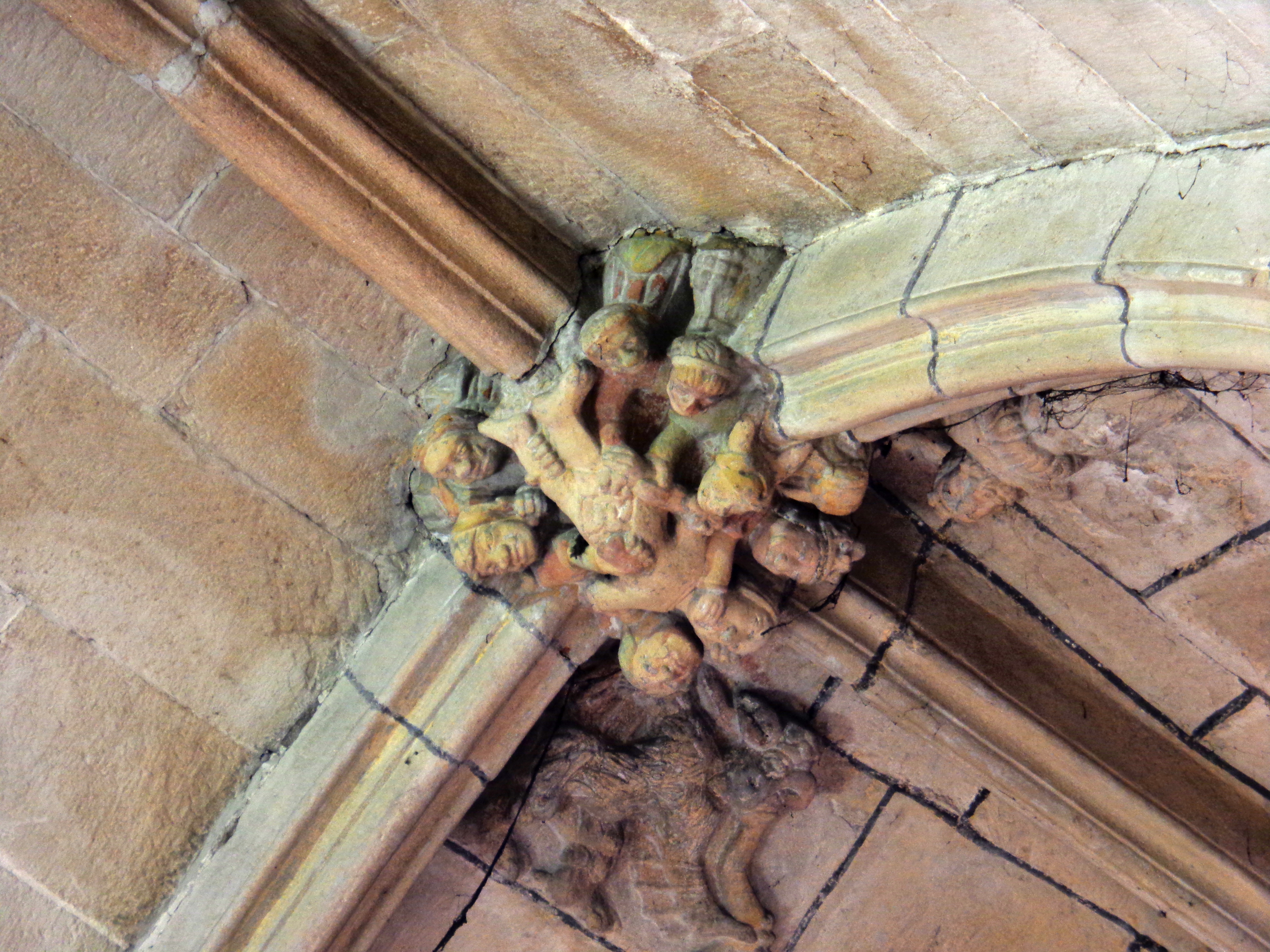
Les 7 péché capitaux, Dieu en haut à droite, le diable en bas à droite.
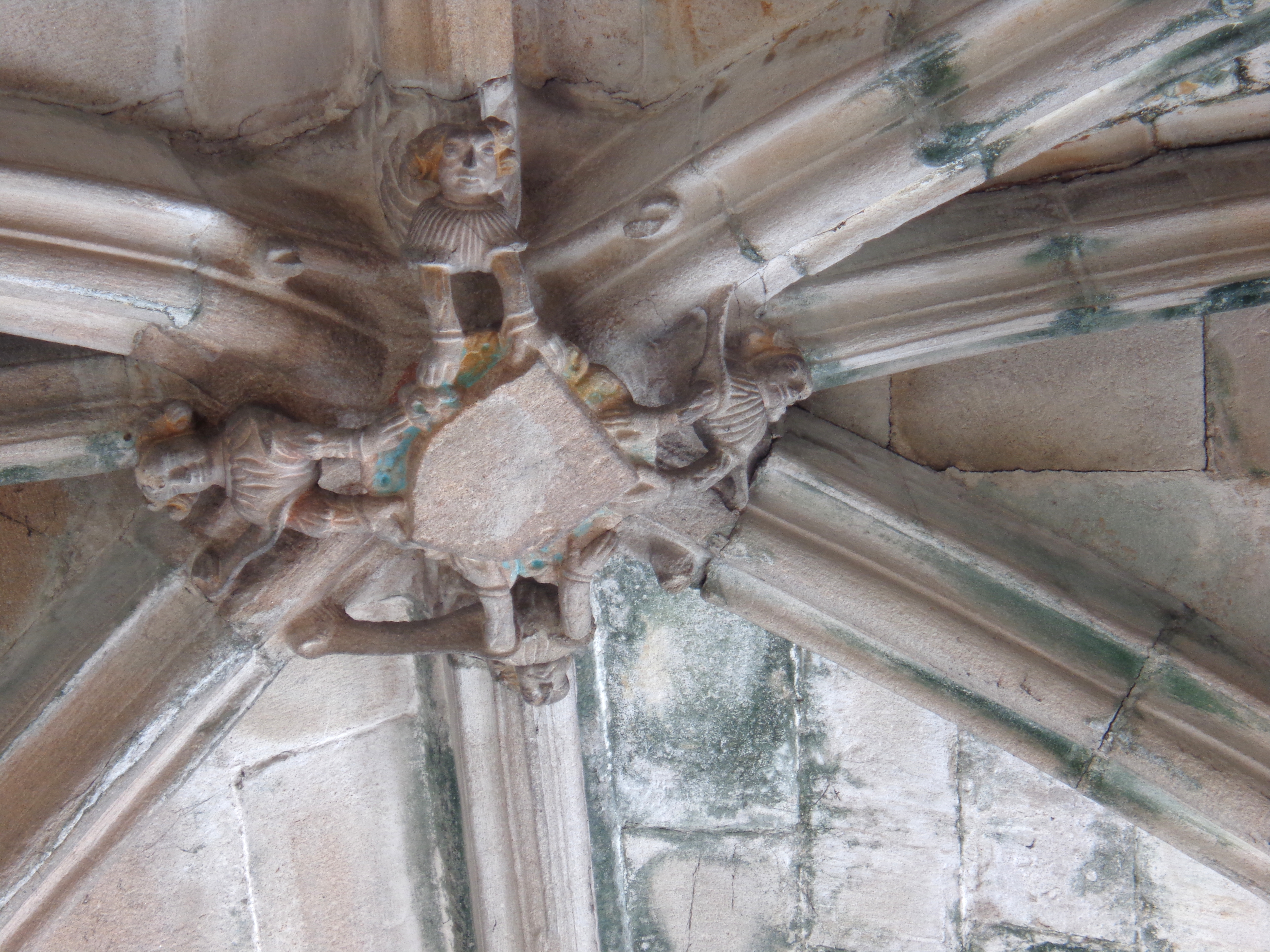
Personnages portant un blason.
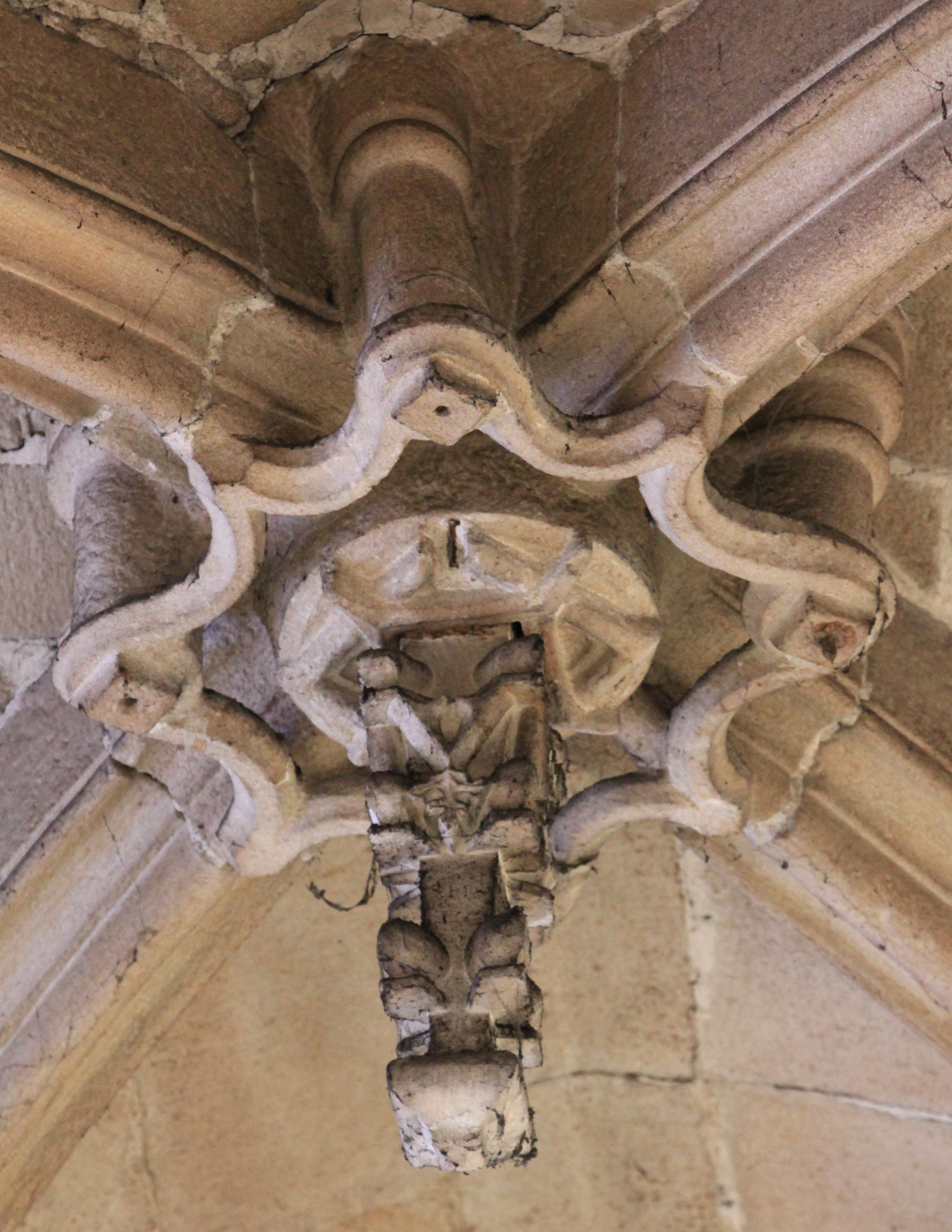
Clé de voûte pendante.

Les colonnes du transept (XVe siècle) de 3 mètres de diamètre, composées chacune d'un pilier central flanqué de quatre colonnes et de quatre colonnettes se pénétrant à demi diamètre, soutiennent des arcs d'ogive à triple nervure. L'un de ces piliers possède une inscription commémorative du début de la construction de l'église. À cette époque, il était projeté de bâtir une haute flèche à la place du clocher actuel, cela explique la taille imposante des colonnes du transept. Le bras nord du transept (début XVIe) contient l'escalier menant au clocher. Le bras sud, construit au XVIe siècle, contient le grand orgue, il s'ouvre par un porche triomphal de style Renaissance (XVIIe) fermé par deux portes en chêne (XVIIe),.
La nef (XIXe siècle), longue de 26 mètres et haute de 18 m, comporte trois vaisseaux. La nef centrale est couverte d'une voute en tuffeau d'Angers . Les bas-côtés sont éclairés par des fenêtres ogivales garnies de vitraux des XIXe et début XXe.

### Extérieur

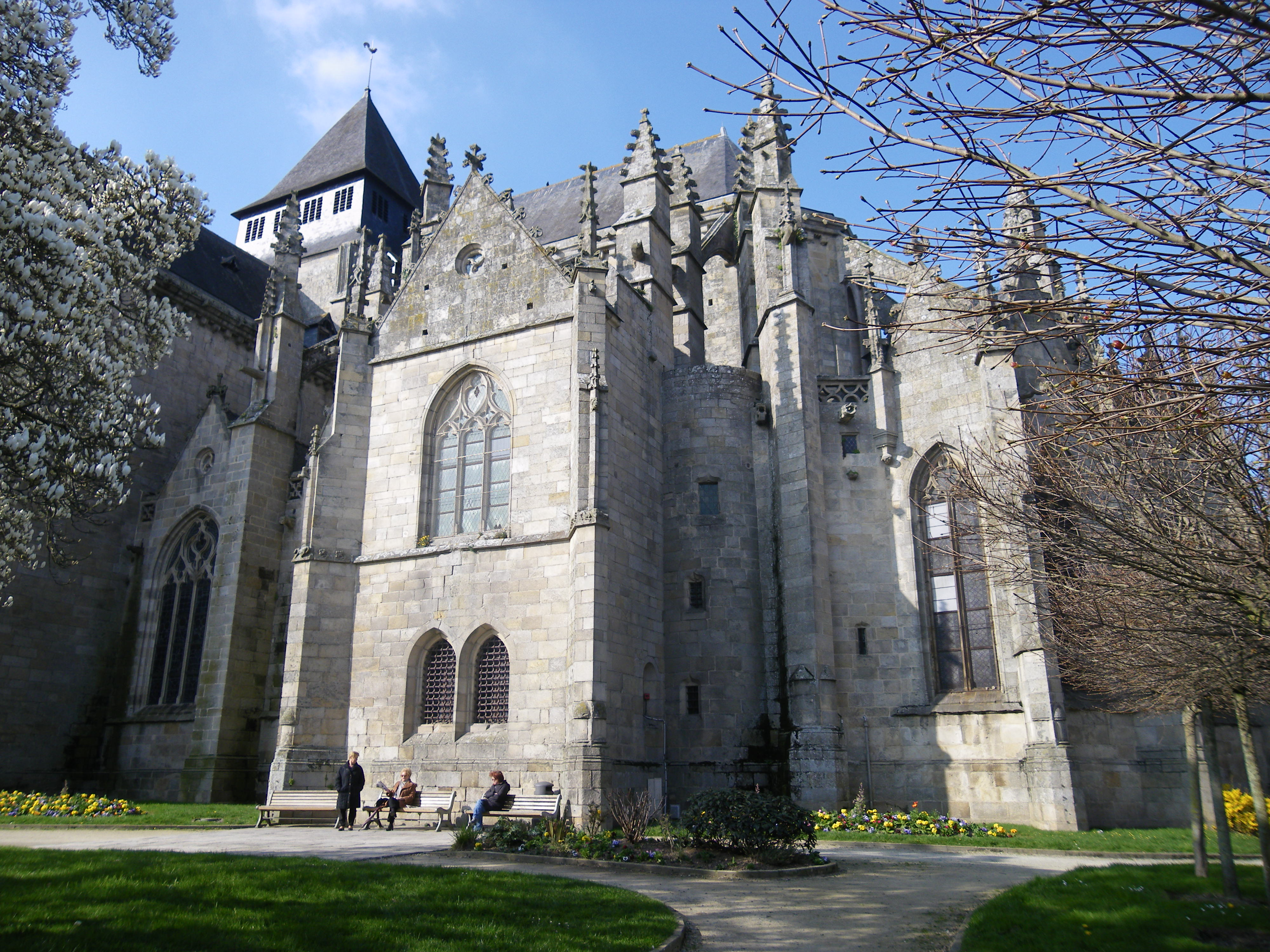
Façade sud, sacristie (au rez-de-chaussée), salle de la fabrique (à l'étage), suivies de la tourelle de l'escalier puis du chevet Beaumanoir.
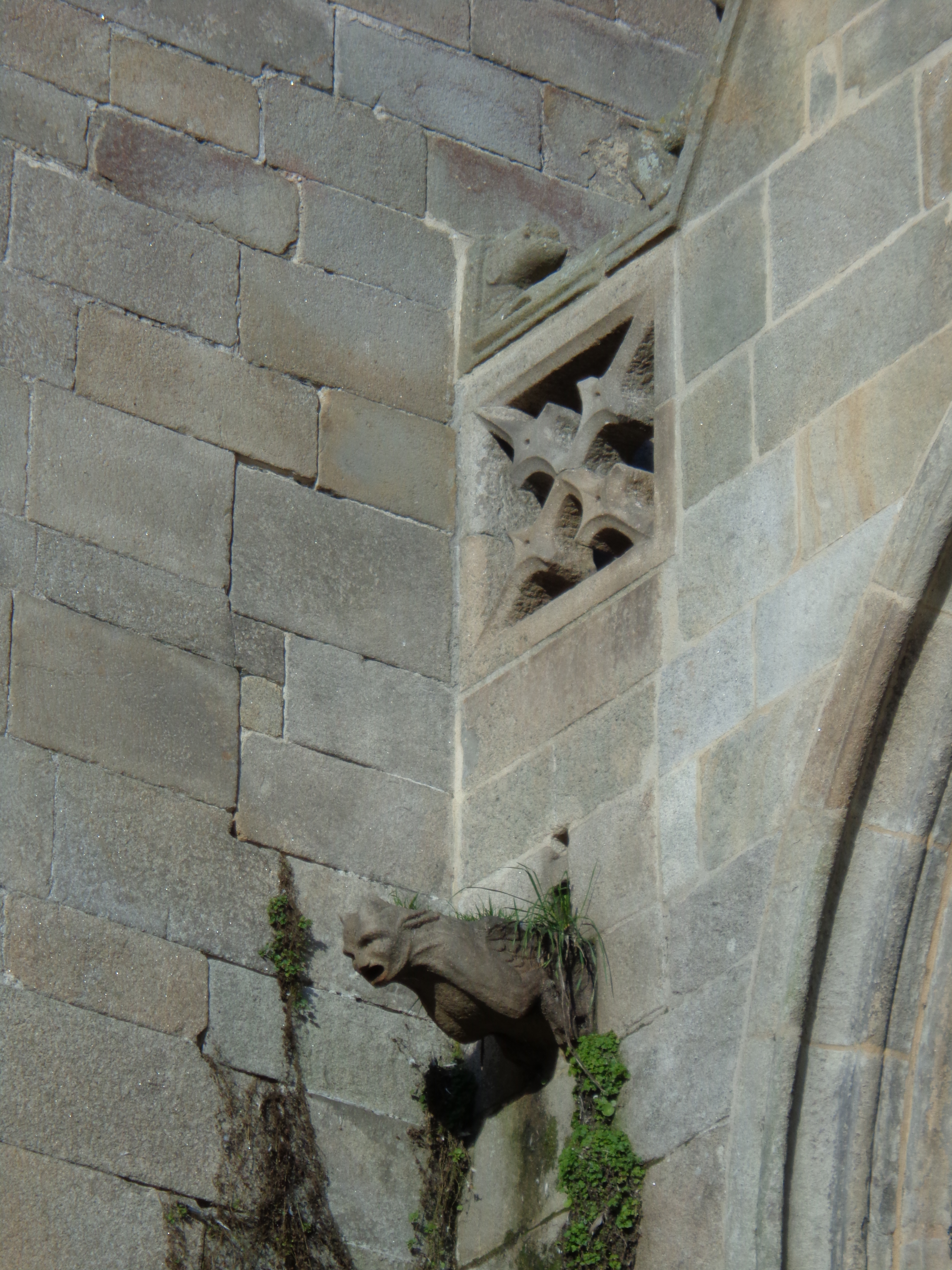
Croix de Saint-André et gargouille.
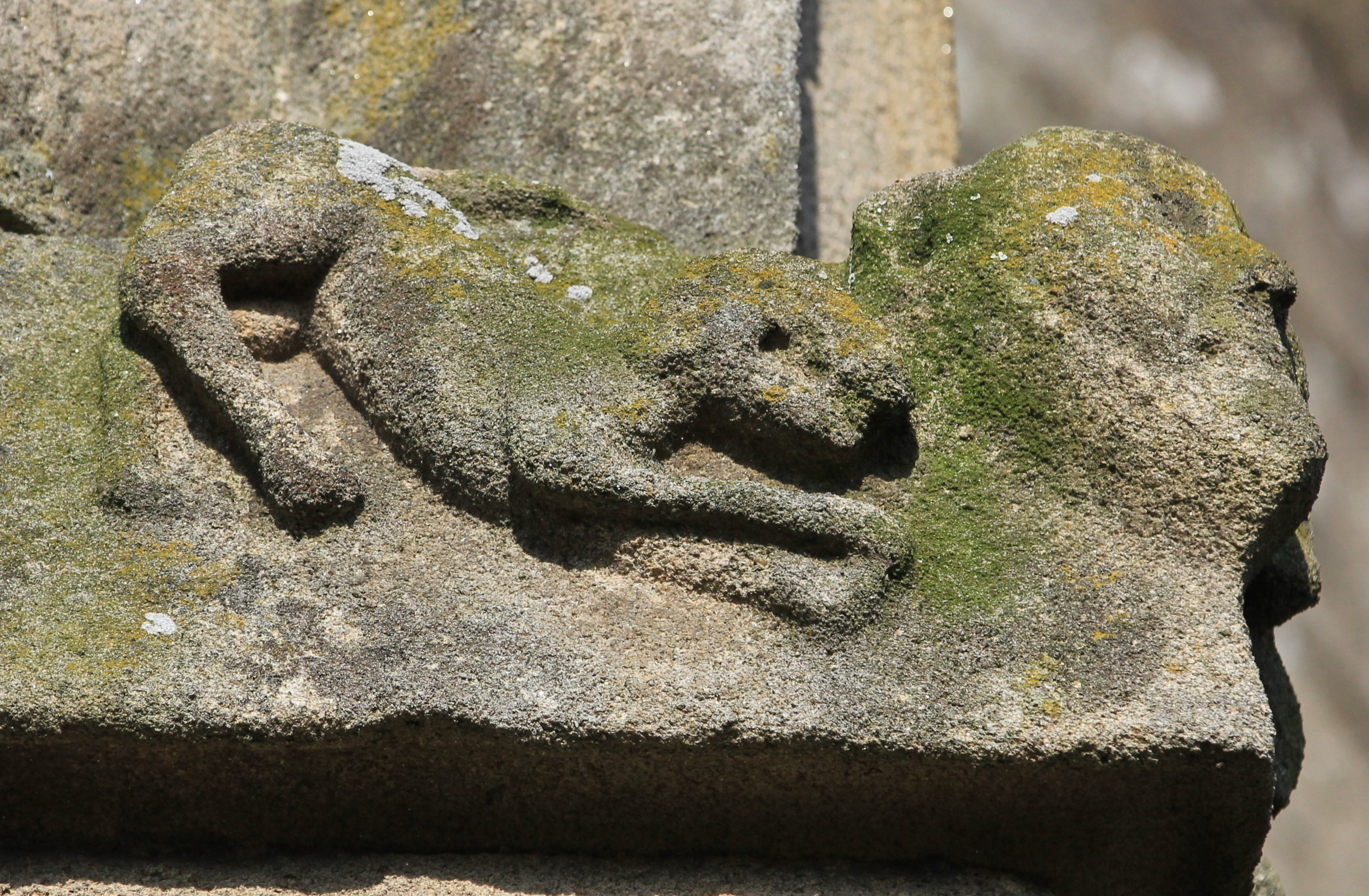
Sculpture sur contrefort.

Les pignons des deux chapelles sud sont encadrés par le transept et par la maison forte contenant sacristie et salle de la fabrique (fenêtre ornée d'un réseau flamboyant restauré au XIXe). Toutes les bases des pignons des chapelles sont séparées des arcs-boutants par des carrés en croix de Saint-André ajourés. Au nord, les pignons des quatre chapelles respectent la même architecture .

Au chevet, en alternance avec les arcs-boutants, les chapelles rayonnantes sont encadrées de pignons et surmontées de toitures aiguës. On attribue ce style d'architecture à l'atelier Beaumanoir dont l'influence était importante dans la région de Morlaix dans les années 1500. Comme d'autres ateliers bretons de la même époque (XVe et XVIe), il était à la recherche de formes d'architecture en rupture avec le chevet plat, traditionnel en Bretagne à la fin du Moyen Âge. Le chevet Beaumanoir est ici constitué des trois chapelles rayonnantes, chacune d'entre elles se termine par trois pignons et trois toitures déployées en éventail, chaque pignon est encadré de contreforts surmontés de pinacles. Les rampants des pignons sont décorés de crochets et d'un fleuron au sommet de chacun d'entre eux. Les jonctions entre les trois toitures (noues) se terminent par des gargouilles. Les sommets des contreforts et des arcs-boutants constituent une forêt de pinacles dont on a du mal à comprendre la complexité au premier abord. Dans cette forêt sont disséminés de multiples sculptures d'animaux et de personnages plus ou moins grotesques. 

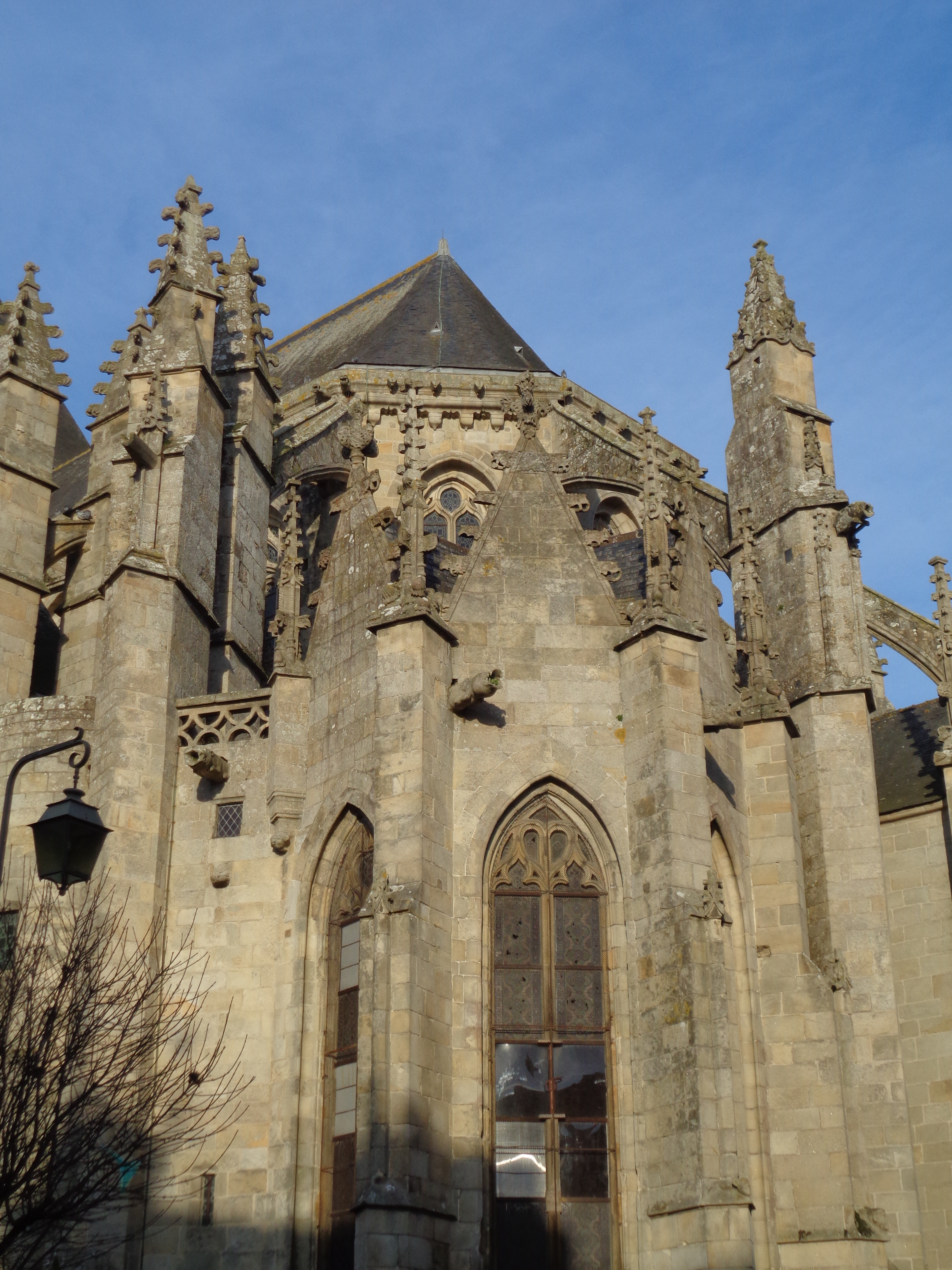
Vue générale d'une chapelle du chevet typique de l'architecture Beaumanoir.
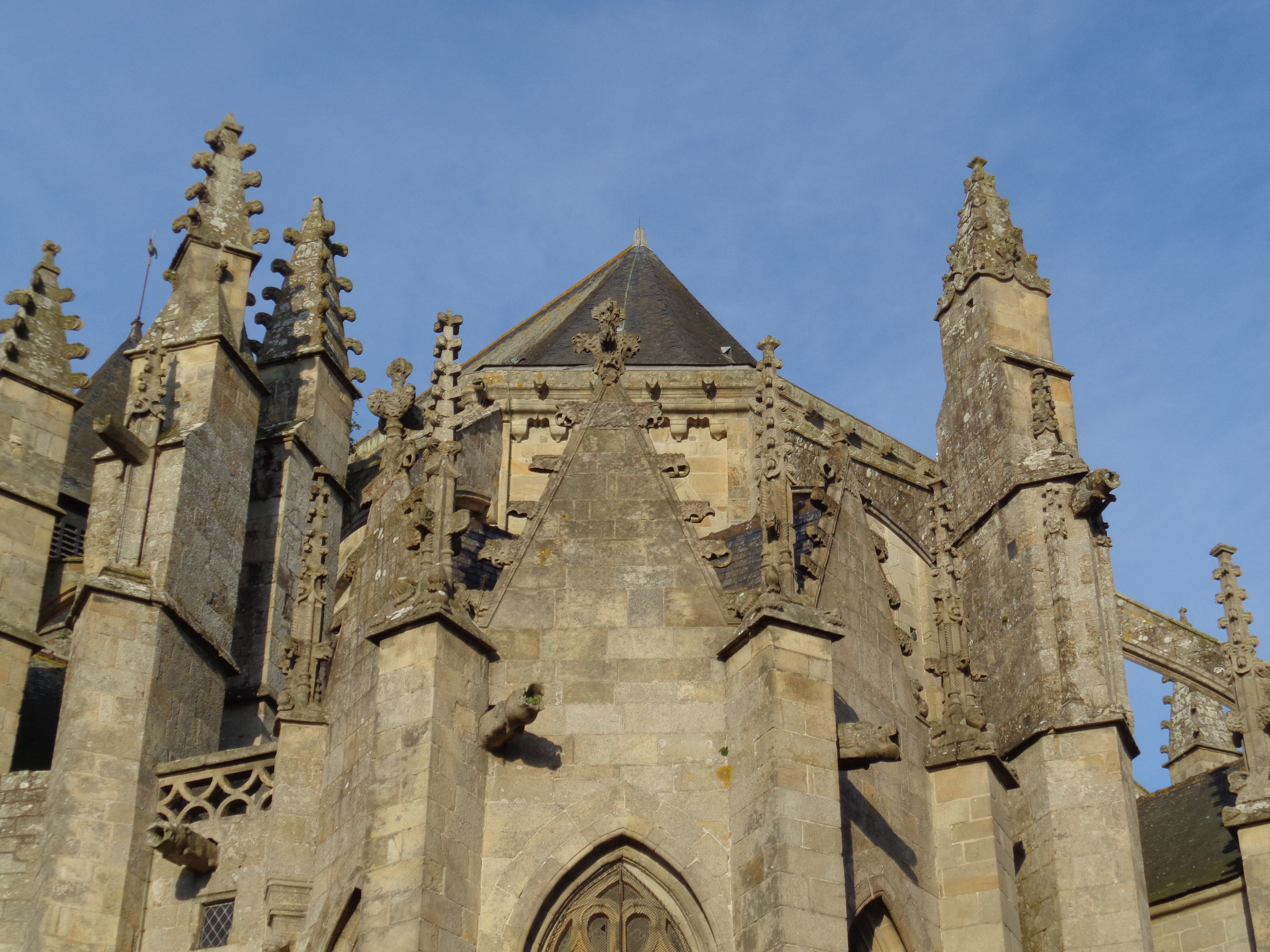
Architecture Beaumanoir : c à trois pignons recouverte de trois toits convergents.
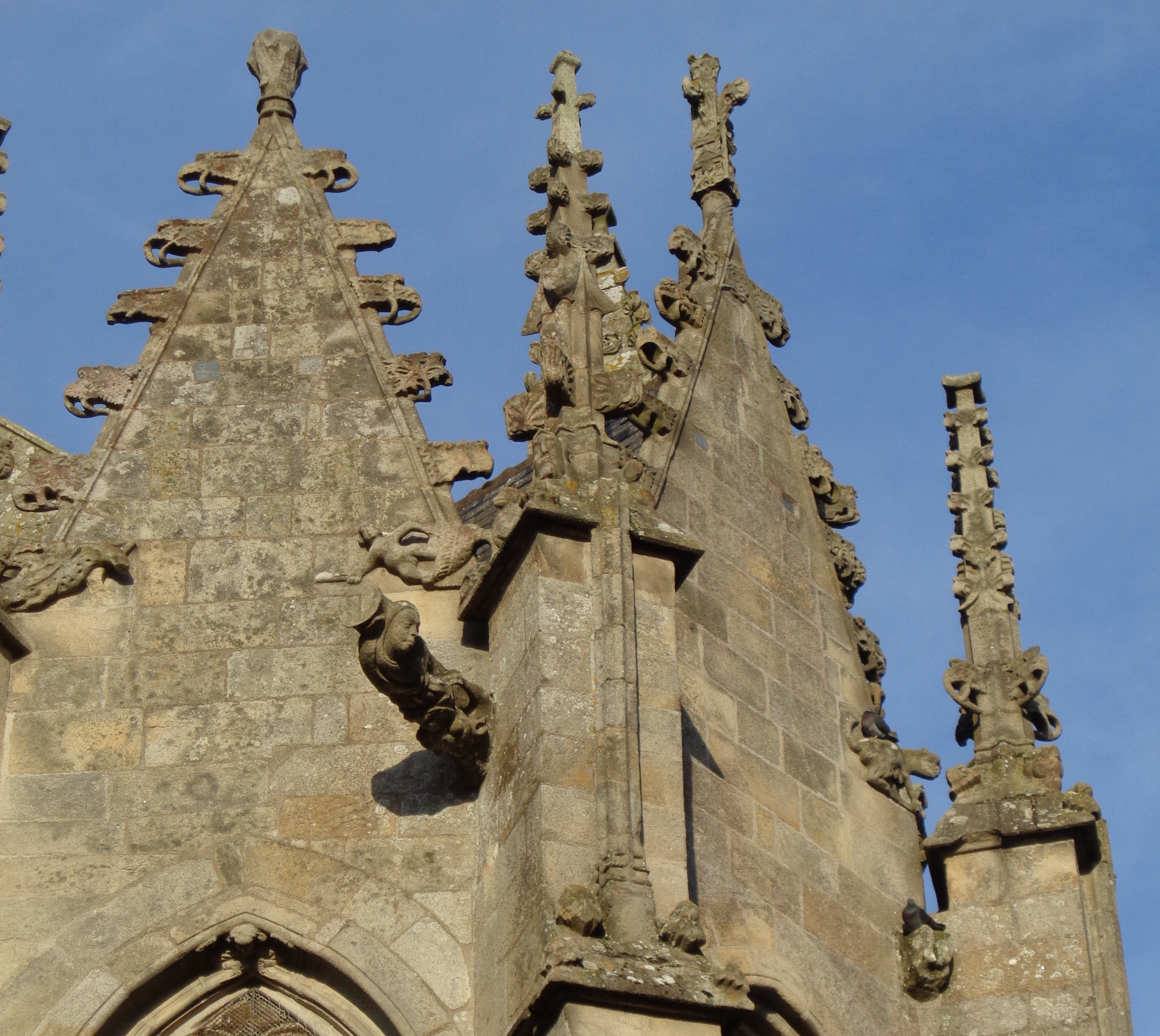
Deux pignons à crochets de l'architecture Beaumanoir, pinacles, gargouilles et sculptures fabuleuses.

 

L'ensemble des verrières sont caractéristiques du gothique flamboyant, les volutes de pierre dessinent des flammes, des soufflets et des mouchettes alors que le gothique rayonnant s'inspirait plutôt de trèfles ou de quadrifeuilles. 

Verrières caractéristiques du gothique flamboyant
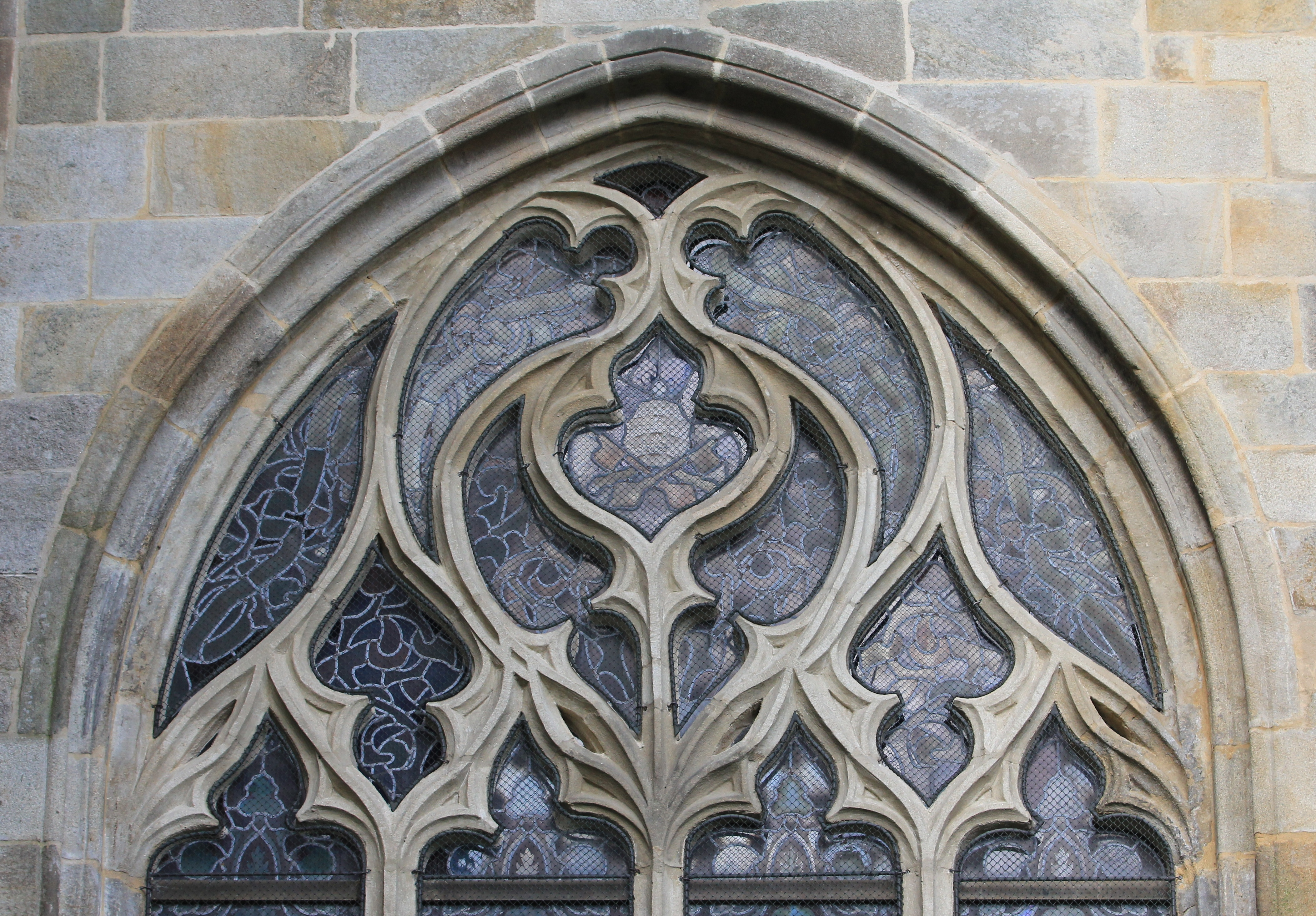
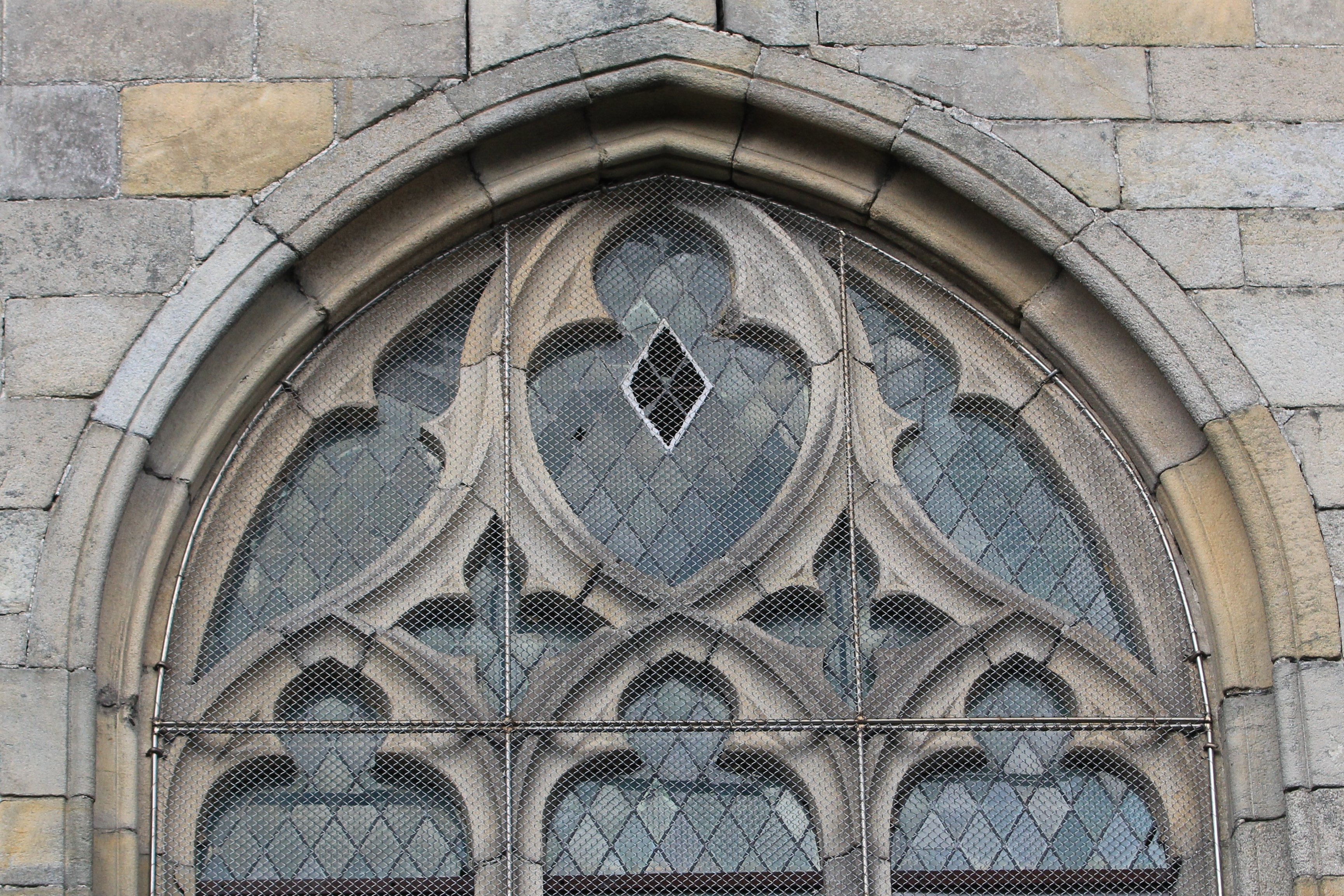
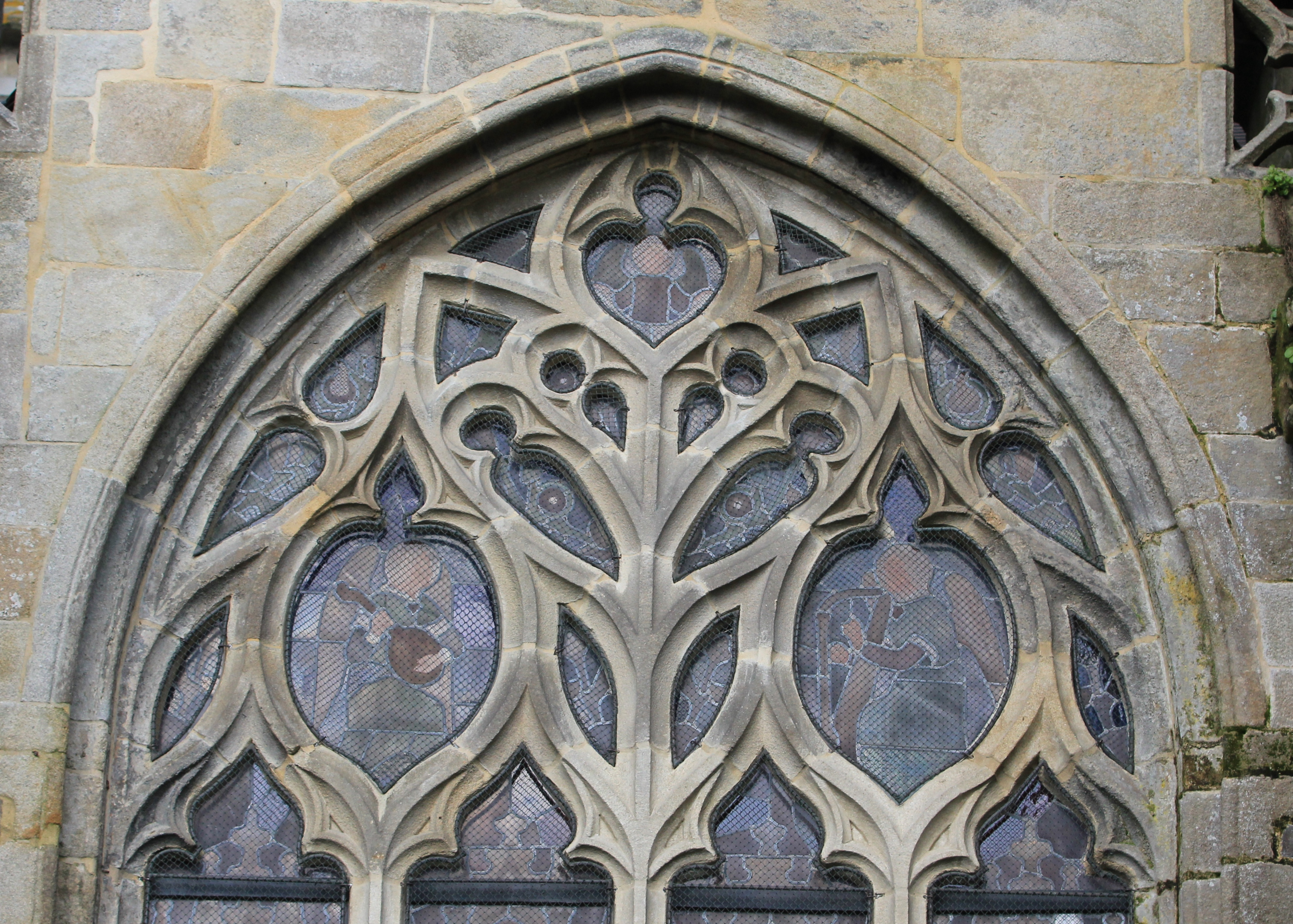

 

Le portail sud du transept, construit durant la première moitié du XVIIe présente une décoration typiquement Renaissance. 

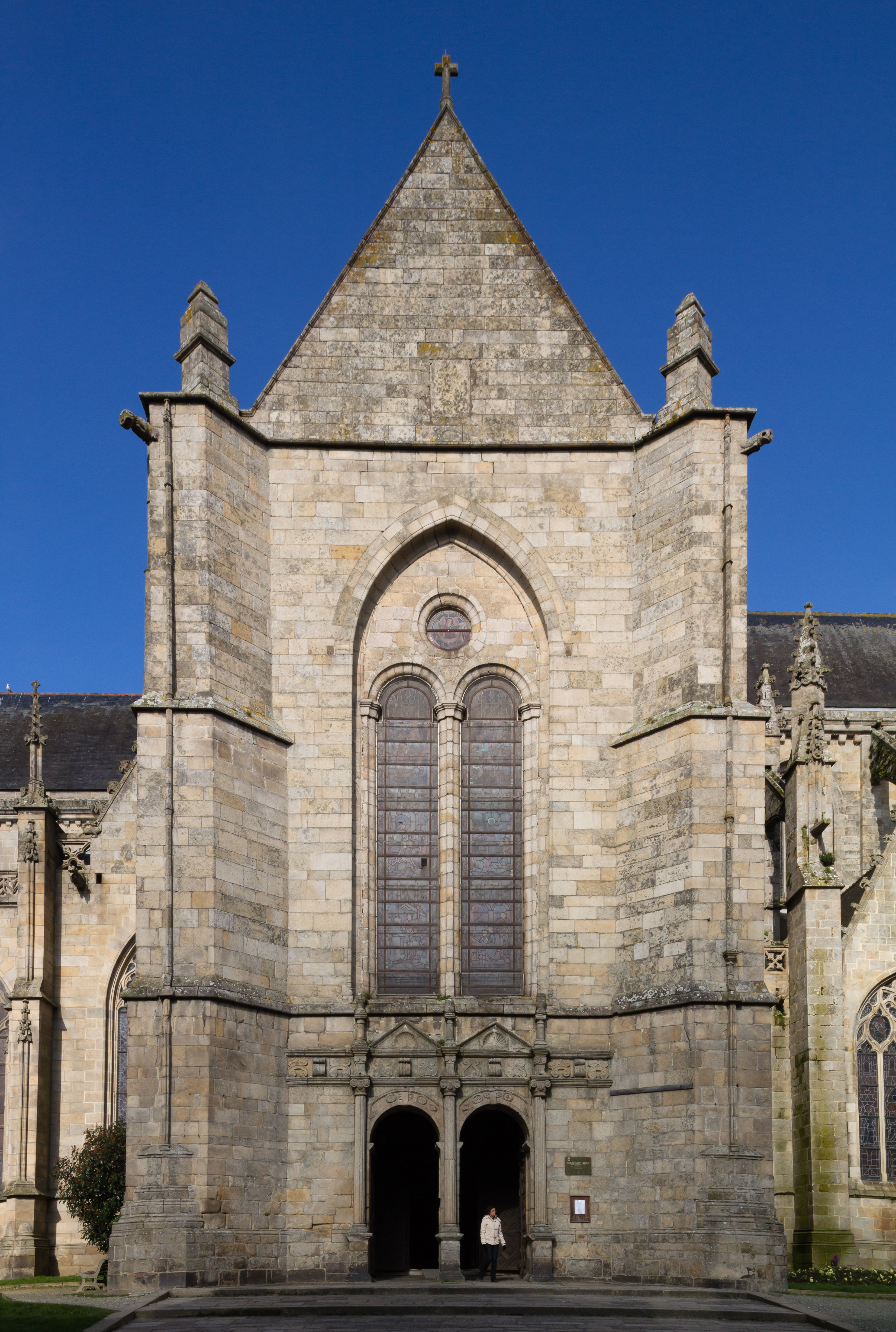
L’entrée sud de l’église, portail Renaissance.
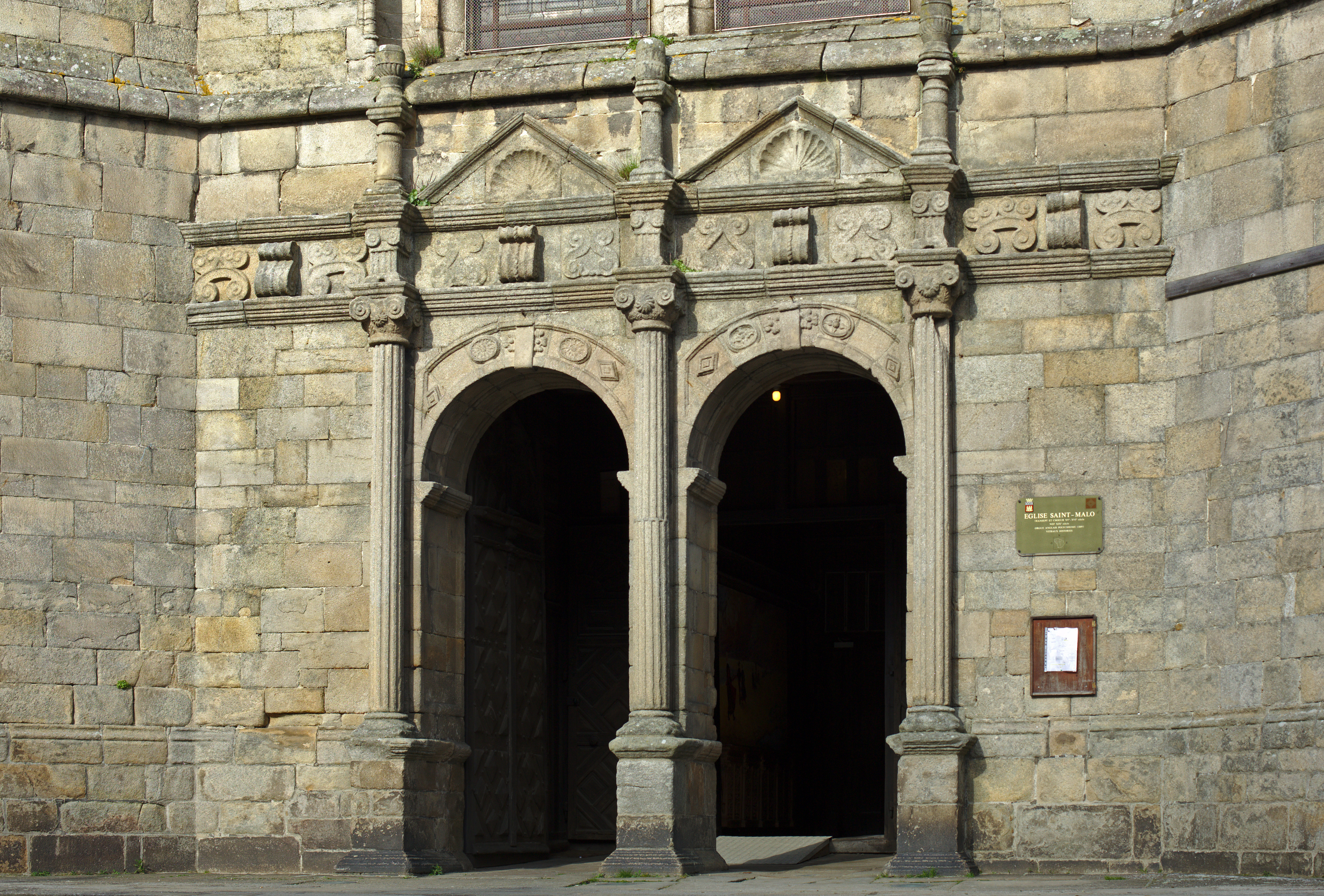
Détail du portail sud.
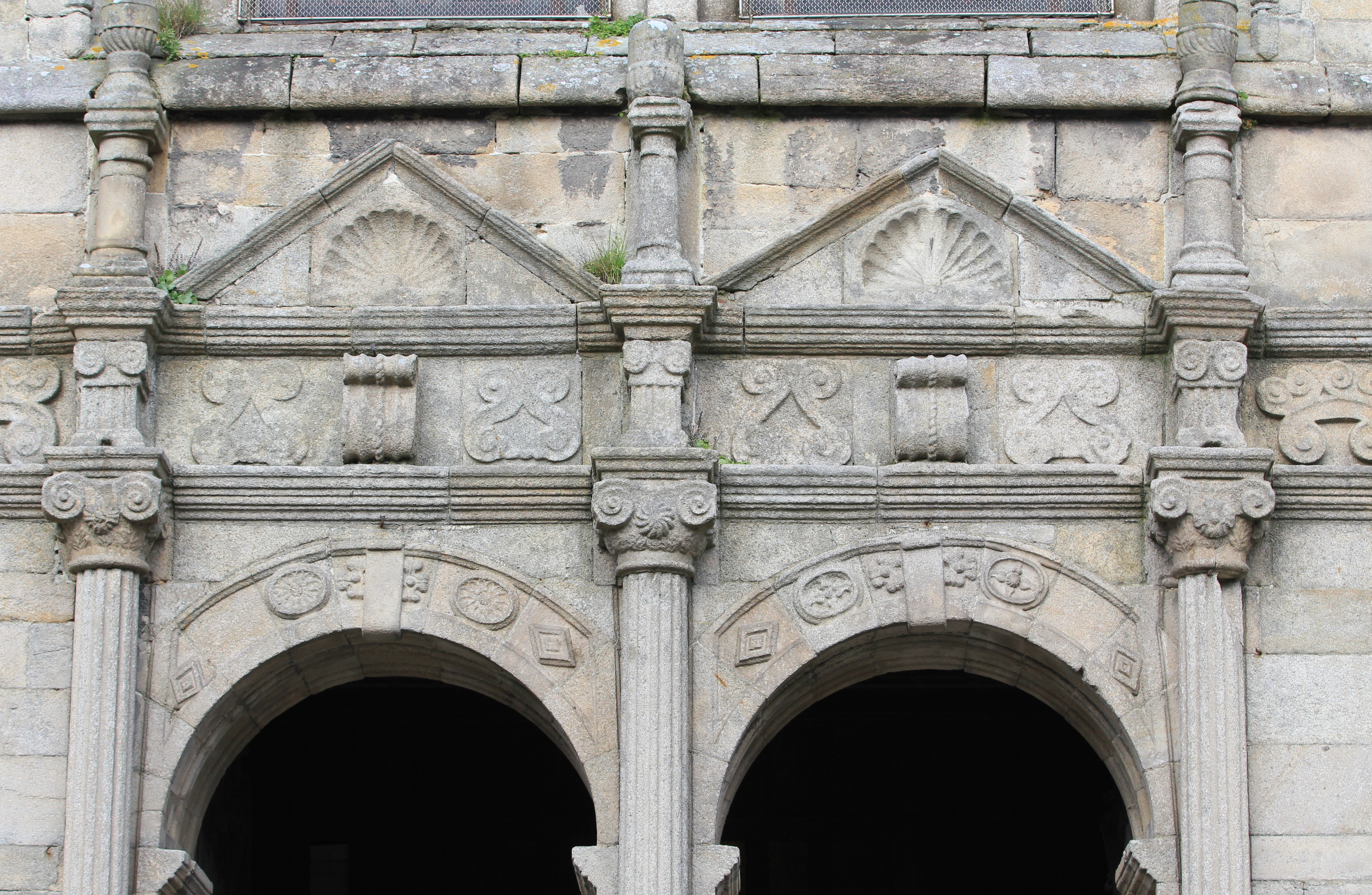
Porche Renaissance (détail).

La nef, terminée au XIXe, a respecté le style de l'église originelle. 
La porte d'entrée principale ouest comporte une inscription en hébreu, qui signifie : « Vous déclarerez sainte, la cinquantième année et vous proclamerez dans le pays la libération pour tous ses habitants, ce sera pour vous un jubilé.Vous frapperez à la porte et le passage pourra être ouvert largement. Une lumière vive inondera le bas de l’église et vous invitera à rentrer ». C'est un verset extrait du Lévitique (Lév. 25, 10).

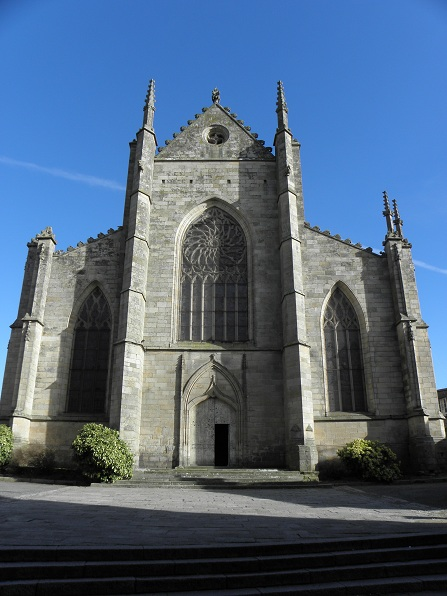
Façade occidentale.
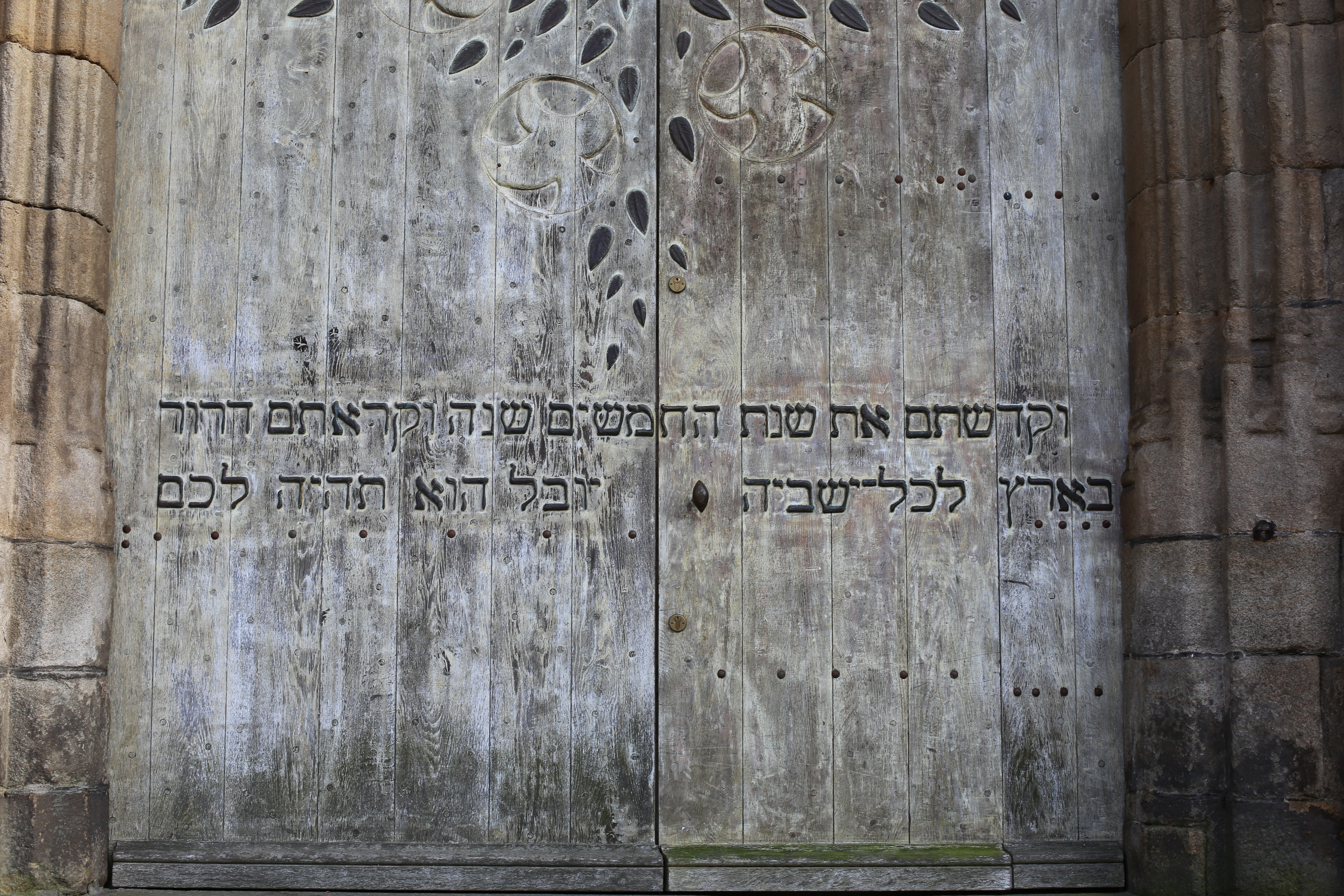
Porte avec inscription en hébreu.

### Le clocher et les cloches

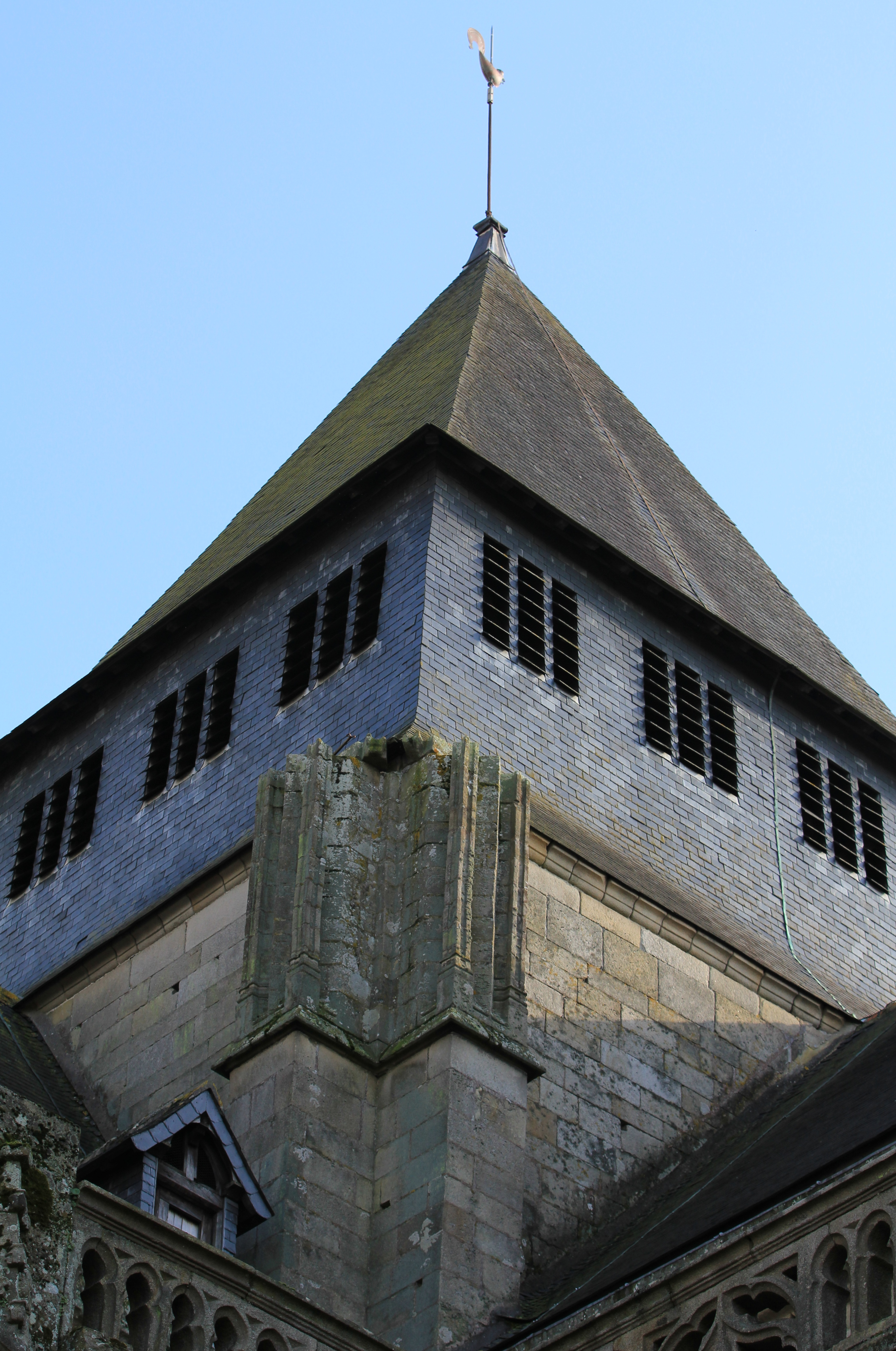
Le clocher et la naissance d’une colonnade inachevée.

L'édifice, de taille assez imposante, possède un petit clocher (40 m de haut), qui n'est en fait qu'un toit à quatre pans ayant quelques petits abat-son. À l'origine, l'église devait comporter une flèche en granit, dont on voit bien les "bases" sous chaque angle du toit. Elle aurait dû être conséquente, compte tenu de la taille des quatre piliers du transept, qui ont chacun un diamètre de trois mètres. La légende veut que la bourse de construction du clocher ait été donnée à la ville de Saint-Malo (Ille-et-Vilaine).
Le clocher renferme tout de même quatre cloches, dont trois servent régulièrement et sont motorisées.
- Le bourdon, affectueusement surnommé "Gros-Malo" donne un sol#2 bas et pèserait le faible poids de 2,980 kg[26]. D'après le diamètre de cette cloche, 1,775 mm, il pèserait en fait 3,319 kg. Il est "incrusté" dans le plancher de la chambre des cloches car trop grand pour tenir dans ce petit clocher. Des planches ont été installées en dessous pour "réfléchir" le son. Cette cloche a été coulée en 1869 à Villedieu-les-Poëles.
- La seconde cloche, "Mélanie-Clémentine" donne un ré3 haut et fut fondue en 1835, à Villedieu-les-Poëles par Viel-Tétrel et Viel-Ozenne frères. Elle a un diamètre de 1,230 mm et pèse environ 1,092 kg.
- La troisième cloche, "Marie-Henriette-Anne" donne un fa3 haut et remplace depuis 1929 "Marie-Louise", qui fut offerte par la sœur de François-René de Chateaubriand, en 1846[27]. Elle est due à la fonderie Cornille-Havard. Elle a un diamètre de 1,075 mm et pèse environ 720 kg.
- La quatrième cloche, donnant un la#4 légèrement faux, non-motorisée, servait sans doute de cloche d'alarme. Elle a été fondue à Villedieu. Elle ne sonne jamais.

## Vitraux
Mis en place après l'achèvement de la nef en 1865, les vitraux du chœur, du transept et des chapelles de la nef sont posés durant la fin du XIXe siècle, ceux des bas-côtés de la nef, durant la première moitié du XXe siècle, puis les vitraux de la chapelle axiale sont renouvelés au début de la deuxième moitié du XXe siècle. L'ensemble des vitraux témoigne de l'évolution de cette production artistique du XIXe et XXe siècles.

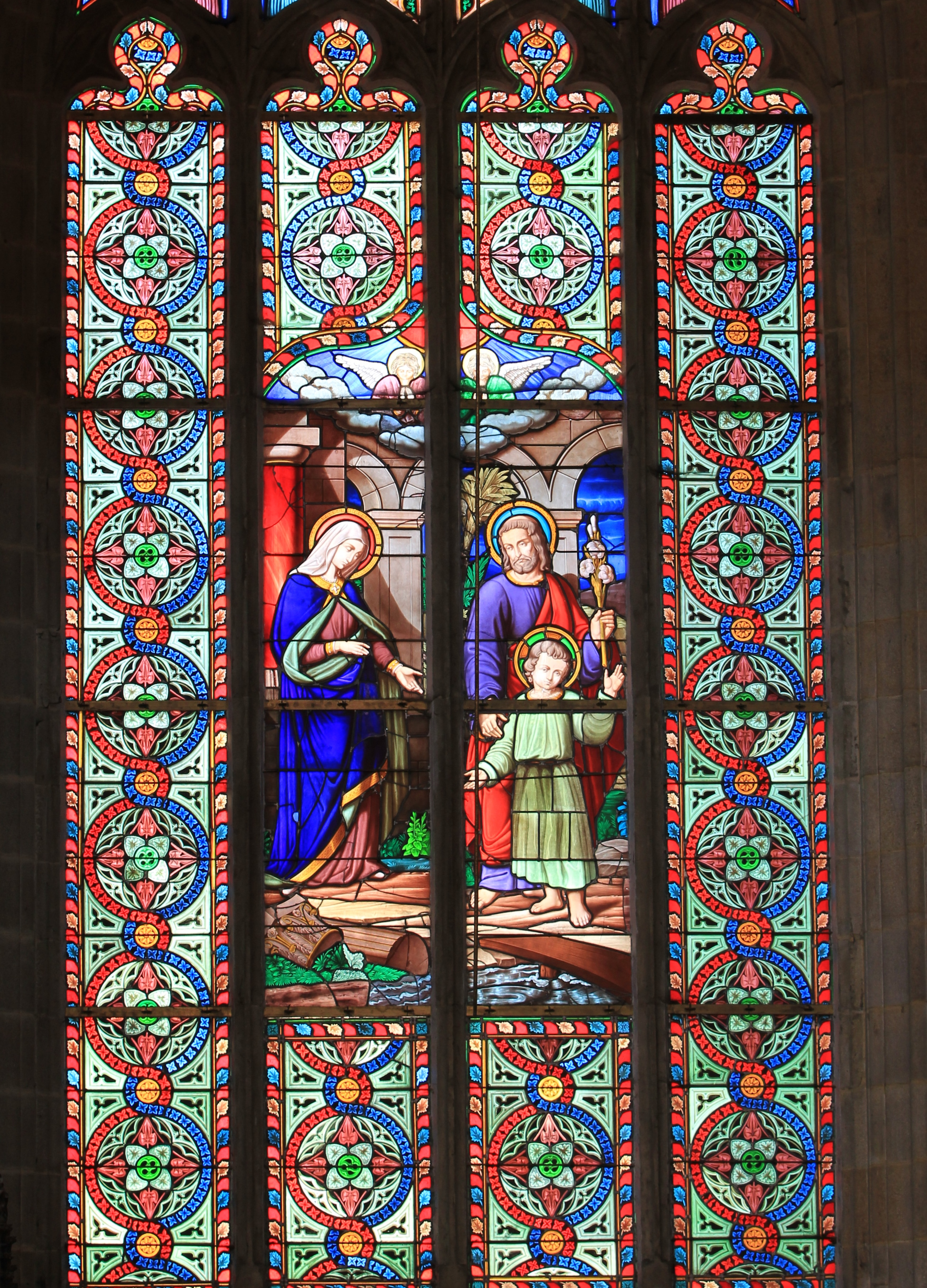
La Sainte Famille (verrière 19).
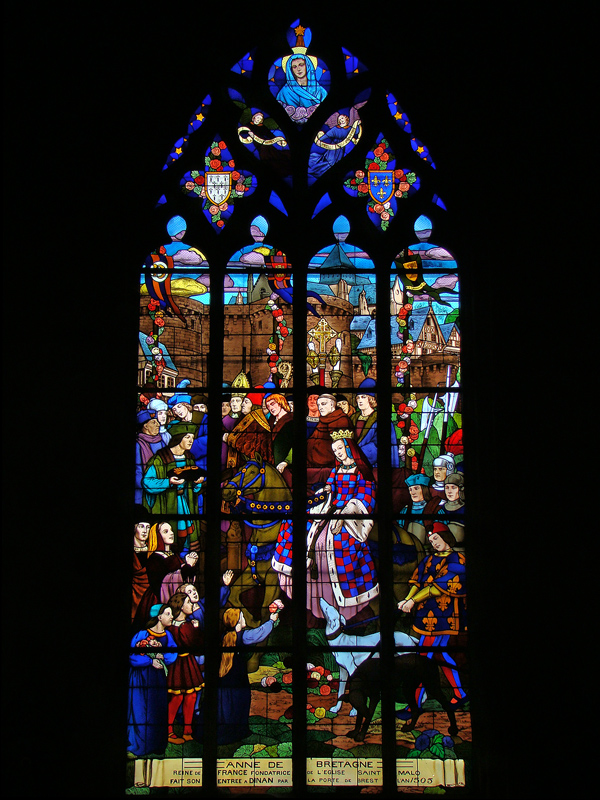
Anne de Bretagne entrant à Dinan (verrière 23), carton de Jean Virolle, vitrail de R. Desjardins, 1926.
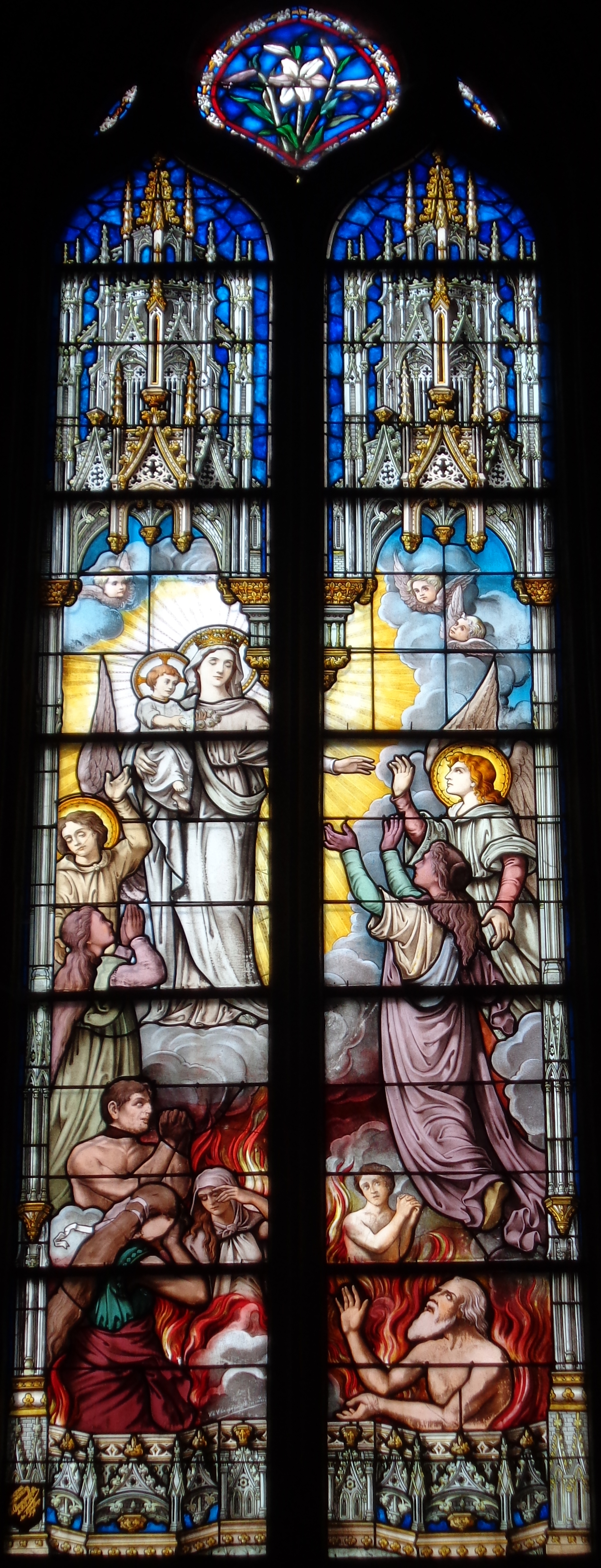
Vierge à l'enfant et âmes du purgatoire (verrière 9), atelier Ch. Champigneulle de Paris.
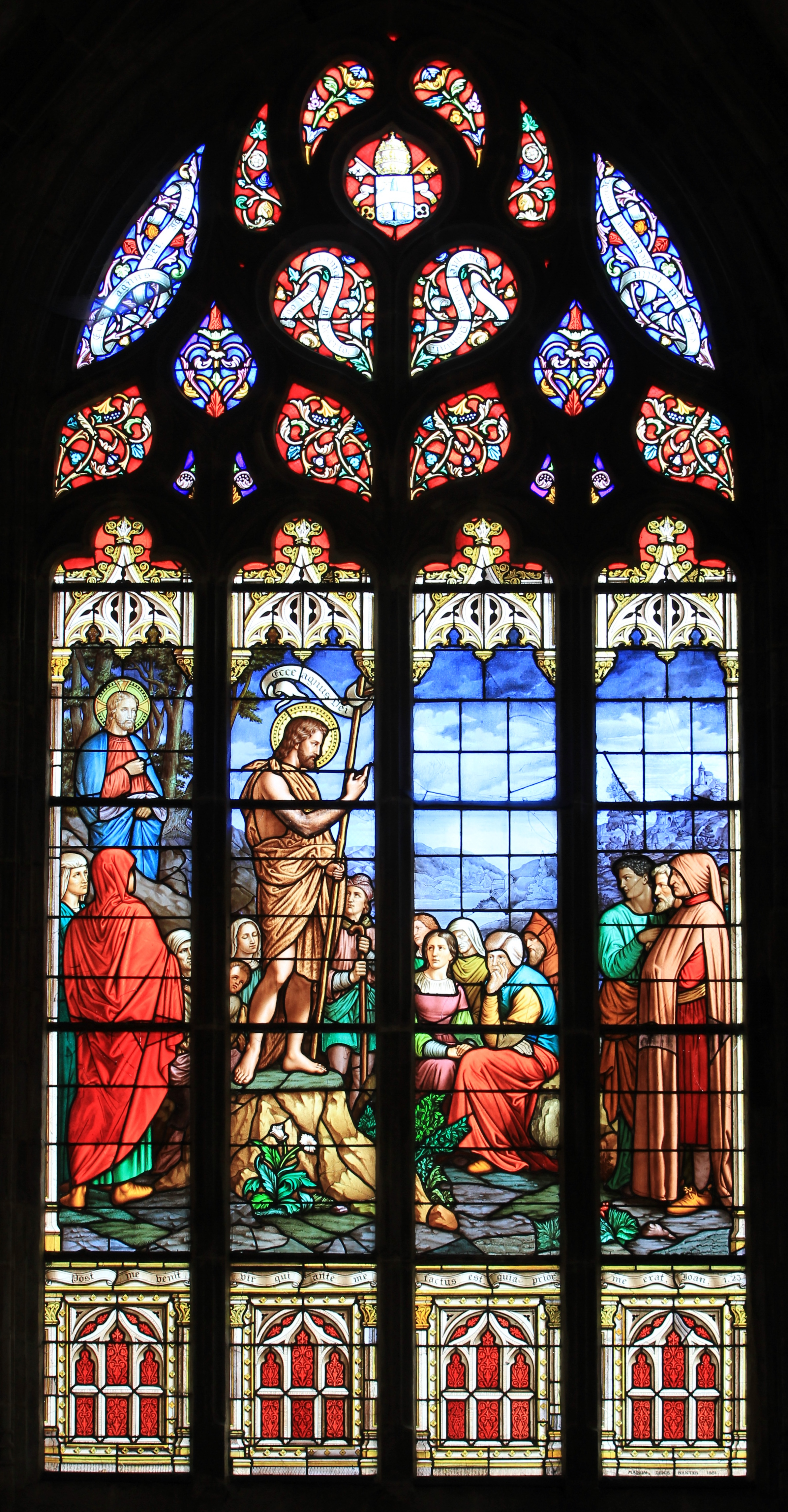
Saint Jean-Baptiste prêchant (verrière 15), atelier E. Denis, Nantes, 1881.
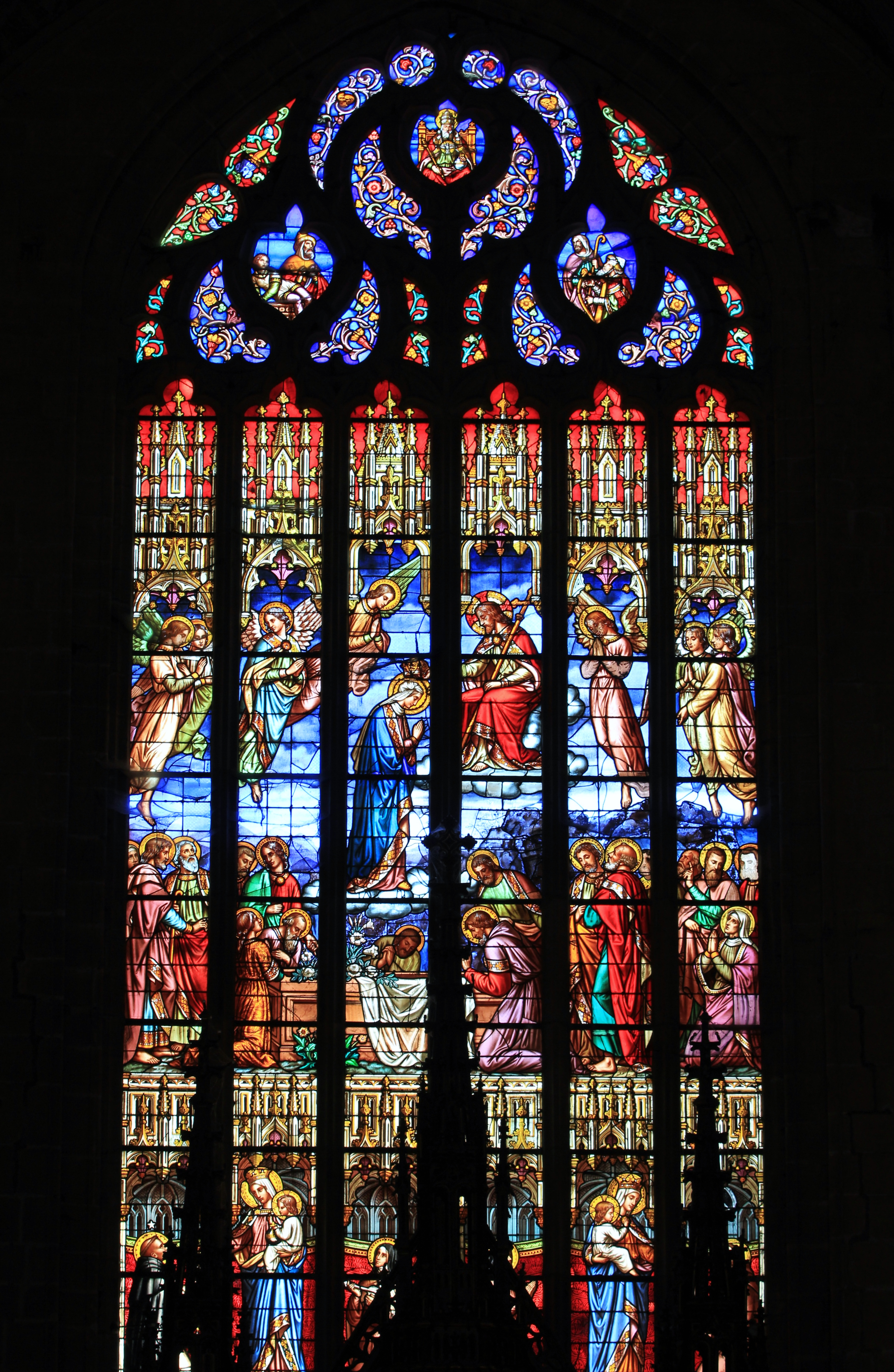
Couronnement de la Vierge (verrière 17), atelier E. Denis.
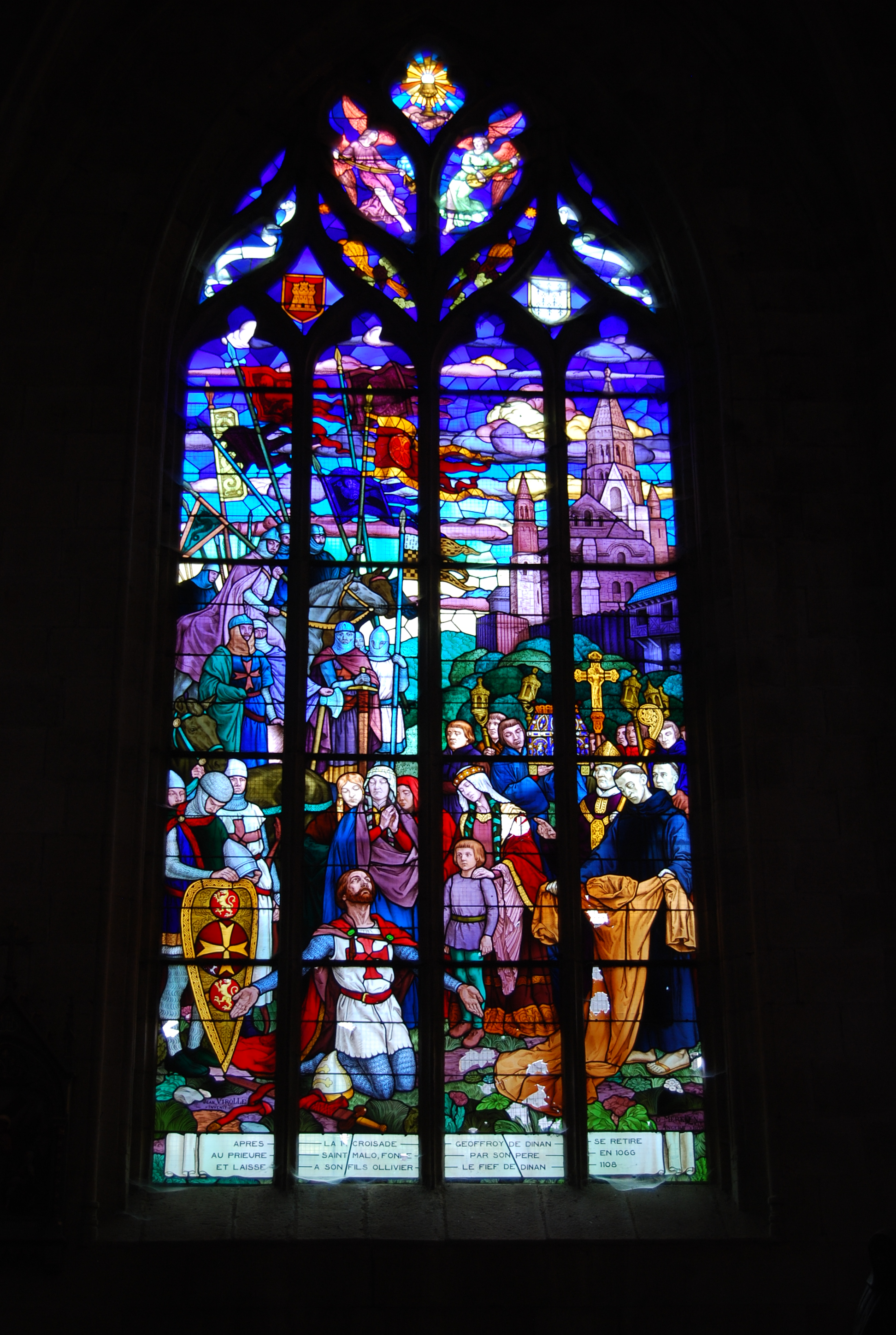
En 1108, Geoffroy de Dinan se retire au prieuré Saint-Malo fondé par son père en 1066 (verrière 24), carton de Jean Virolle[1], atelier G. Merklen[2], Angers, pas de date.

## Mobilier
Le bénitier situé à gauche de l'entrée principale de la nef est l’œuvre des sculpteurs dinanais Bouchet et Delaune.
Un deuxième bénitier situé dans l'une des chapelles nord du déambulatoire date du XVe, il s'agit d'un cuve octogonale en granite.

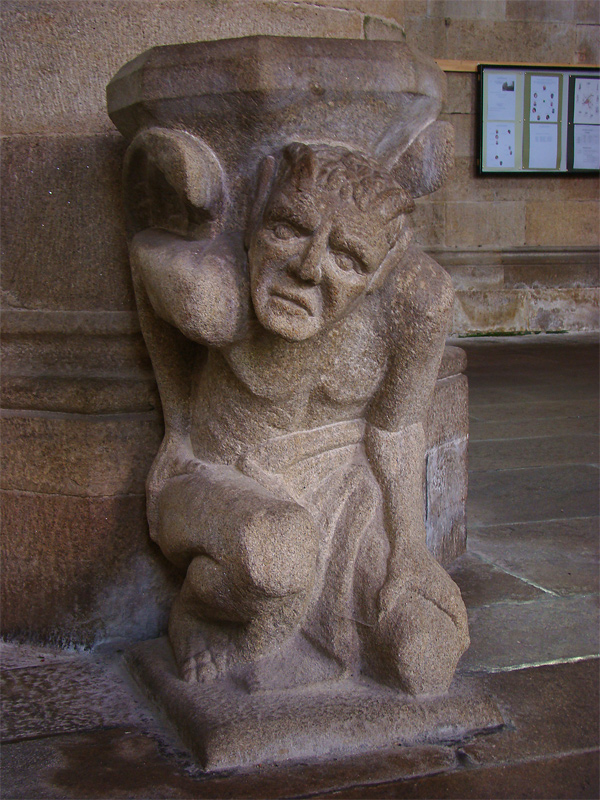
Bénitier soutenu par un démon (XIXe).
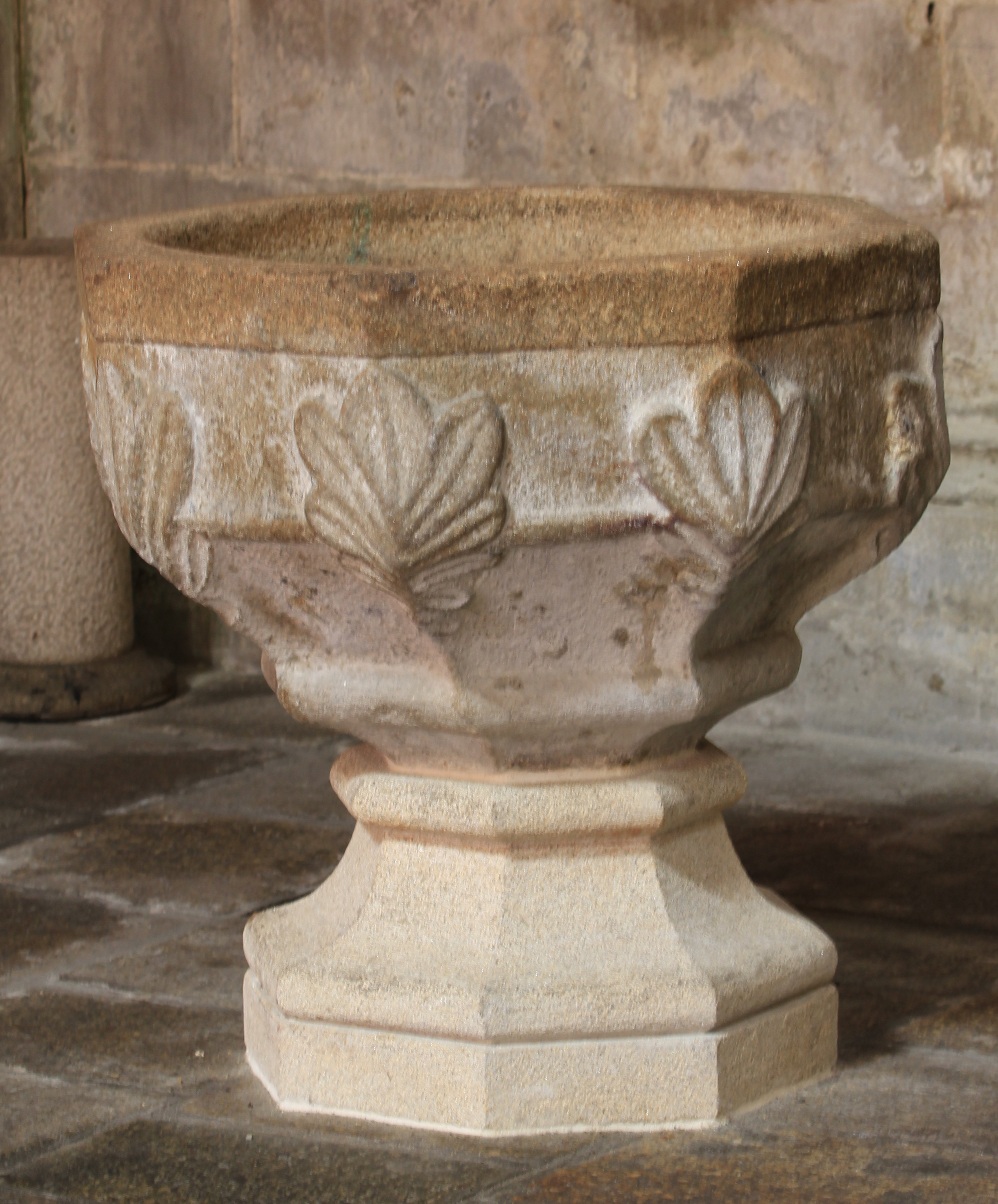
Bénitier octogonal (XVe).
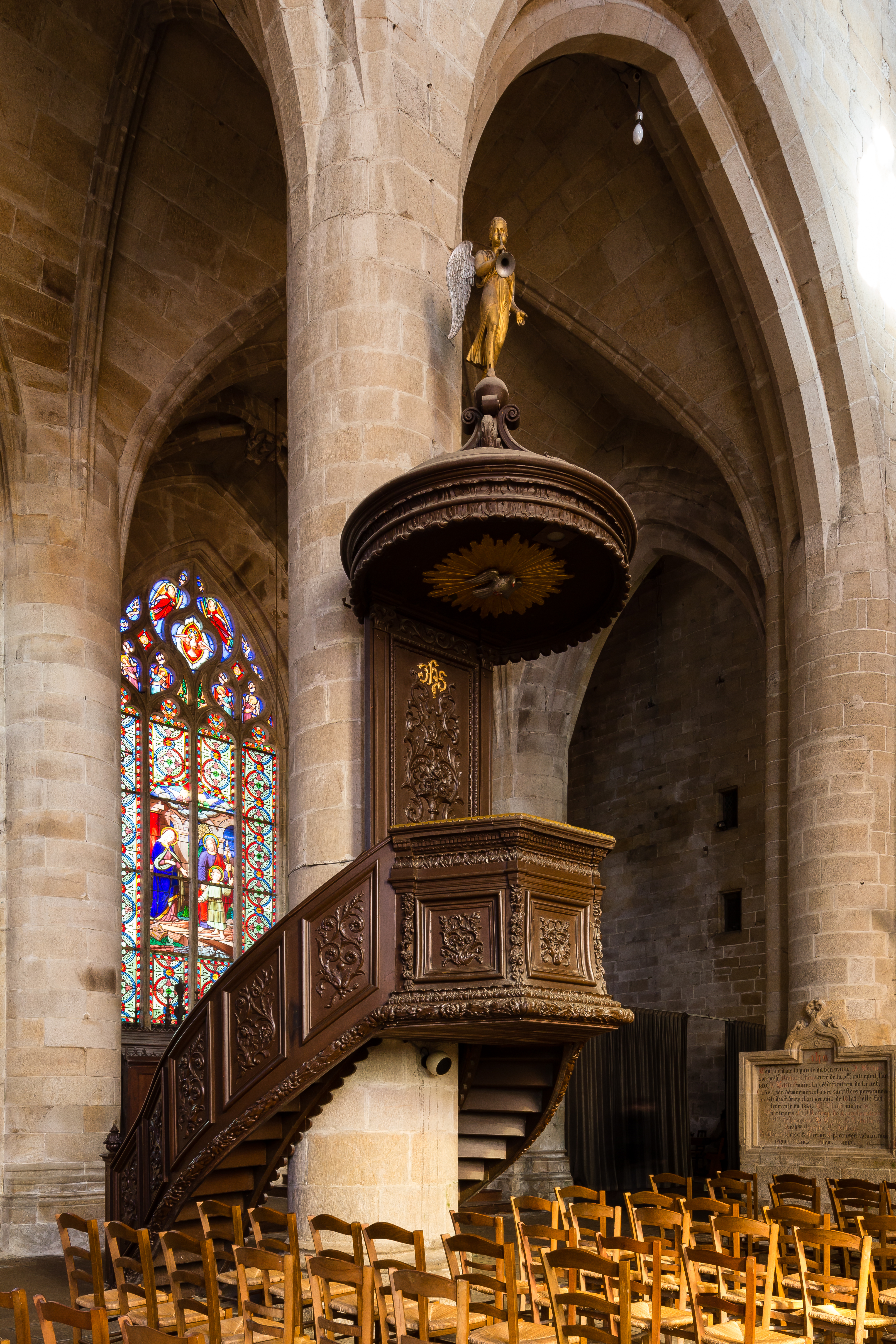
Chaire du XVIIIe.
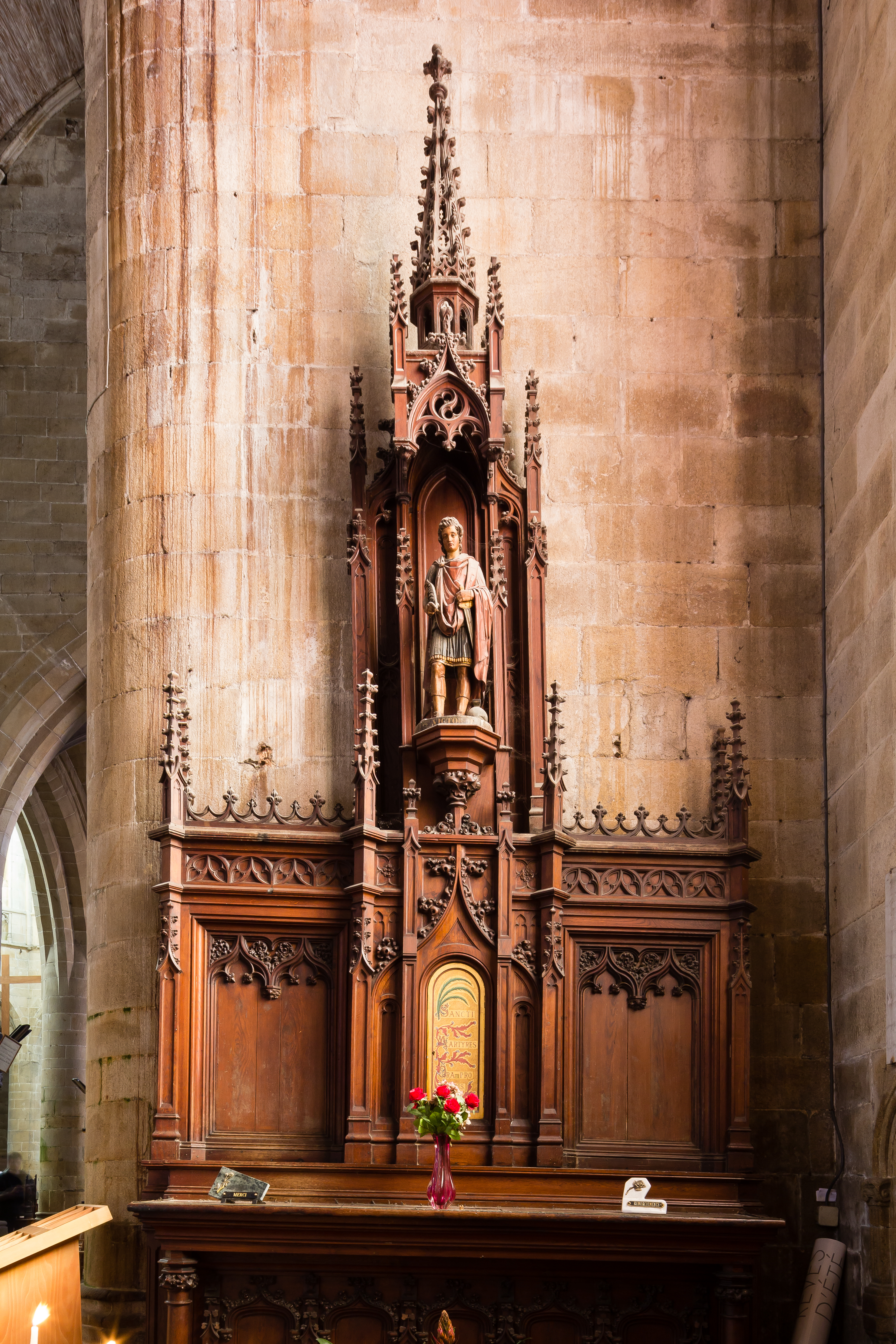
Le retable en bois sculpté de la chapelle Saint-Victor.

Au milieu de la nef, la chaire à prêcher surmontée d'un ange soufflant dans une trompette est du XVIIIe, elle provient de l'église des Dominicains.
Cette église, grande par sa taille et riche par son histoire ne possède que peu de mobilier, étant donné qu'elle servit d'étable, de forge et de théâtre à la Révolution française. De 1952 à 1967, c'est l'artiste peintre Yves Floc'h (1906-1990) qui réalisa la crèche de Noël dans l'église.

### Les orgues
L'église possède deux orgues : Le grand-orgue, d'Alfred Oldknow, construit en 1889, de facture anglaise, il comporte trois claviers de 56 notes et un pédalier de 30 notes. Il est classé monument historique, tout comme la tribune en châtaignier sculpté, qui se situe dans le transept sud,,. Un second orgue, anciennement propriété d'un pianiste polonais, Henri Kowalski, sert d'orgue de chœur. Il se trouve dans une chapelle au nord-est de l'autel.
Composition du grand orgue anglais :
| I Positif Ut1-Sol5 |               |
| Kéraulophone       | 8′            |
| Lieblich Gedackt   | 8′            |
| Dulciana           | 8′            |
| Flûte              | 4′            |
| Clarinette         | 8′ (44 notes) |

| II Grand-Orgue Ut1-Sol5 |         |
| Montre                  | 8′      |
| Clarabella              | 8′      |
| Viole                   | 8′      |
| Prestant                | 4′      |
| Flûte Harmonique        | 4′      |
| Fourniture              | 3 rangs |
| Posaune                 | 8′      |

| III Récit Ut1-Sol5 |               |
| Bourdon            | 16'           |
| Montre             | 8'            |
| Rorh Gedackt       | 8'            |
| Gambe              | 8'            |
| Voix céleste       | 8' (44 notes) |
| Prestant           | 4'            |
| Fourniture         | 3 rangs       |
| Trompette          | 8'            |
| Hautbois           | 8'            |
| Voix humaine       | 8'            |

| Pédale Ut1-Fa3 |     |
| Flûte ouverte  | 16' |
| Bourdon        | 16' |

| Tirasses et copulas                                      |
| Copulas III/I, III/II                                    |
| Tirasses I, II, III                                      |
| 5 cuillers d'appel/retrait de certains jeux (prédéfinis) |

| Pédale d'expression (Récit) |

#### Organistes
- Frédéric Arscott (1847-1938) : organiste de l'église Saint-Malo à Dinan (Côtes-d'Armor) durant au moins 56 ans, de 1874 jusqu'à 1930[33].

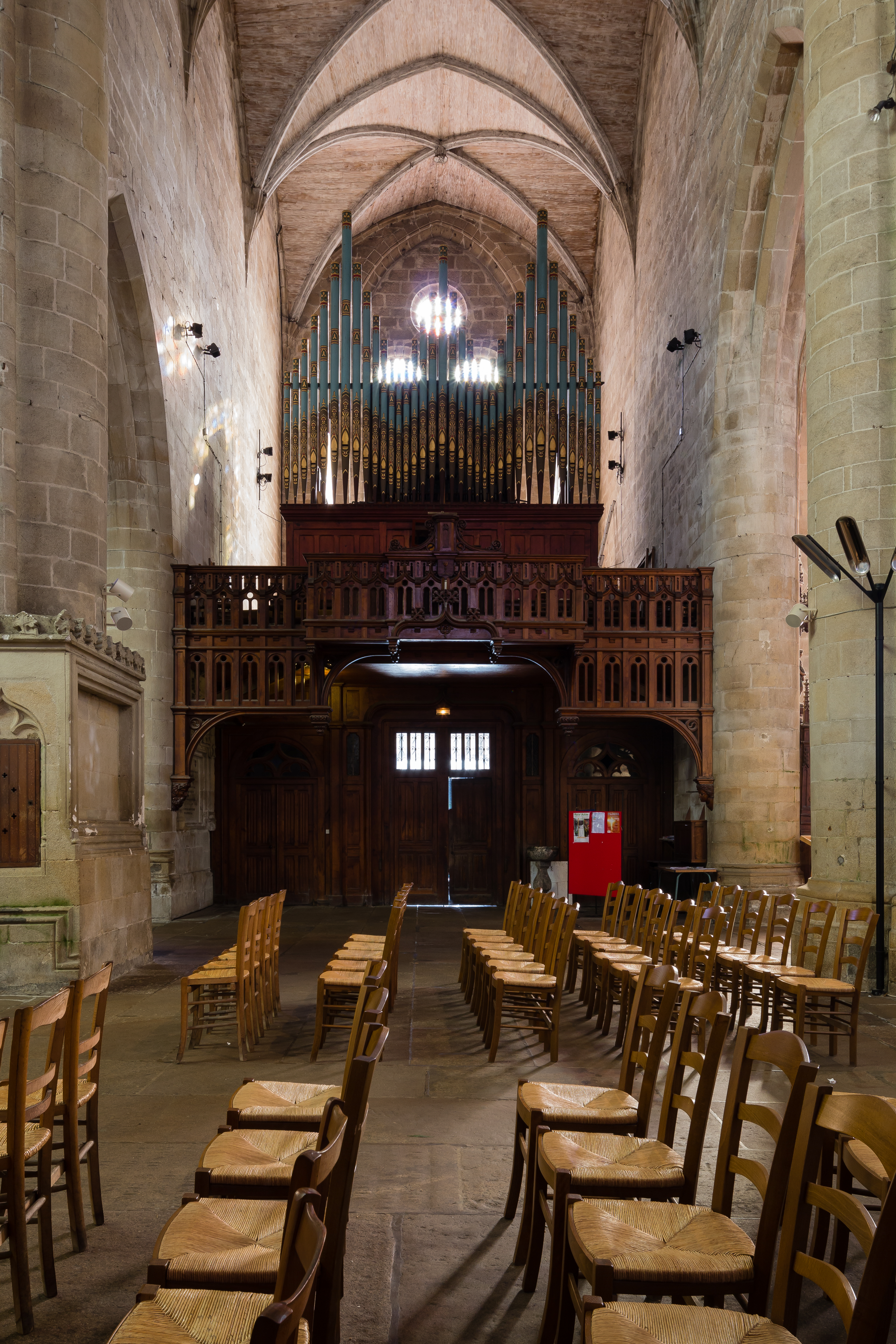
L'orgue de tribune dans le croisillon sud.
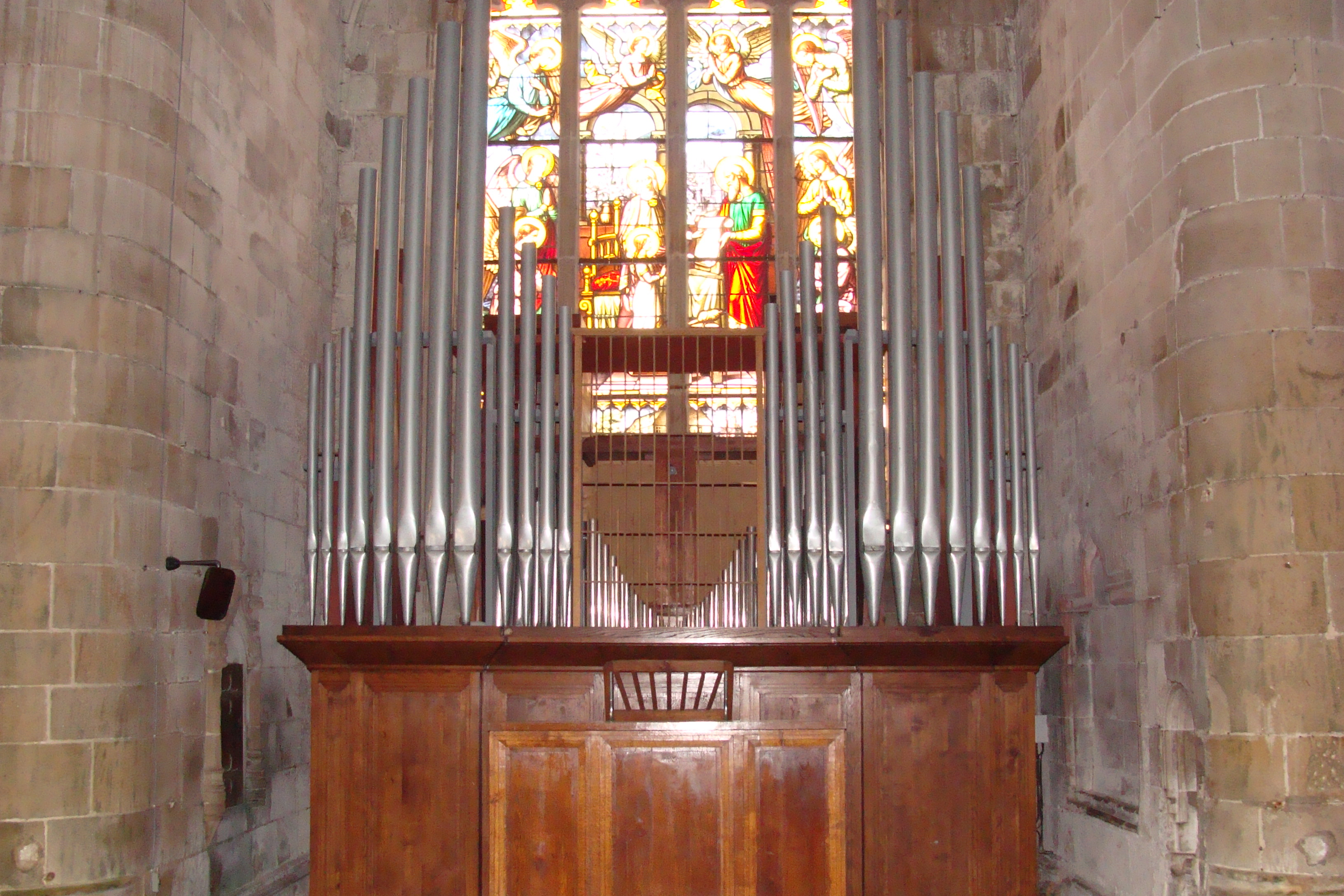
L’orgue de chœur.

## Trésorier de la paroisse
- 1744 - 17.. : Besnard Besné de la Hauteville [34] , [Note 1]